# Bükkaljai kőkultúra
A Bükkalja kőzettani felépítésének köszönhetően, elsősorban az állékony, de jól faragható vulkáni kőzetekhez, a riolit- és a dácittufához (ignimbrithez) kötődően e tájegység településein jelentős hagyománya van a kő megmunkálásának (a kőfaragásnak, a kővágásnak, a kőfejtésnek), a kő népi alkalmazásának. Az építőkő fejtése és a népi építészetben történő felhasználása, a kőfaragás és a kőzetbe vésett, mélyített helyiségek készítése a Kárpát-medencében itt nyúlik vissza a legrégebbi időkig. Az ún. bükkaljai kőkultúra legősibb rétegét a kaptárkövek képviselik.

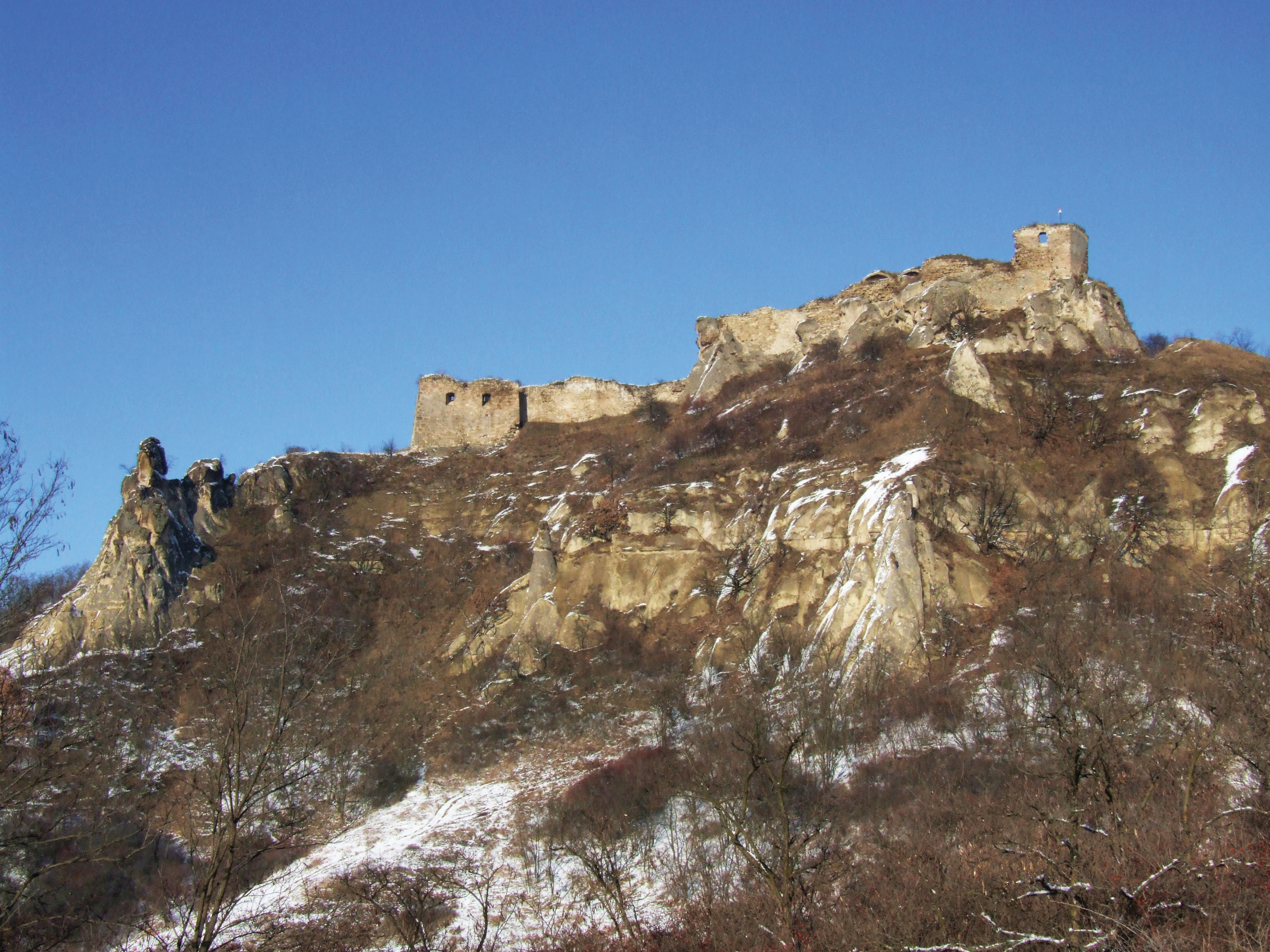
Siroki vár
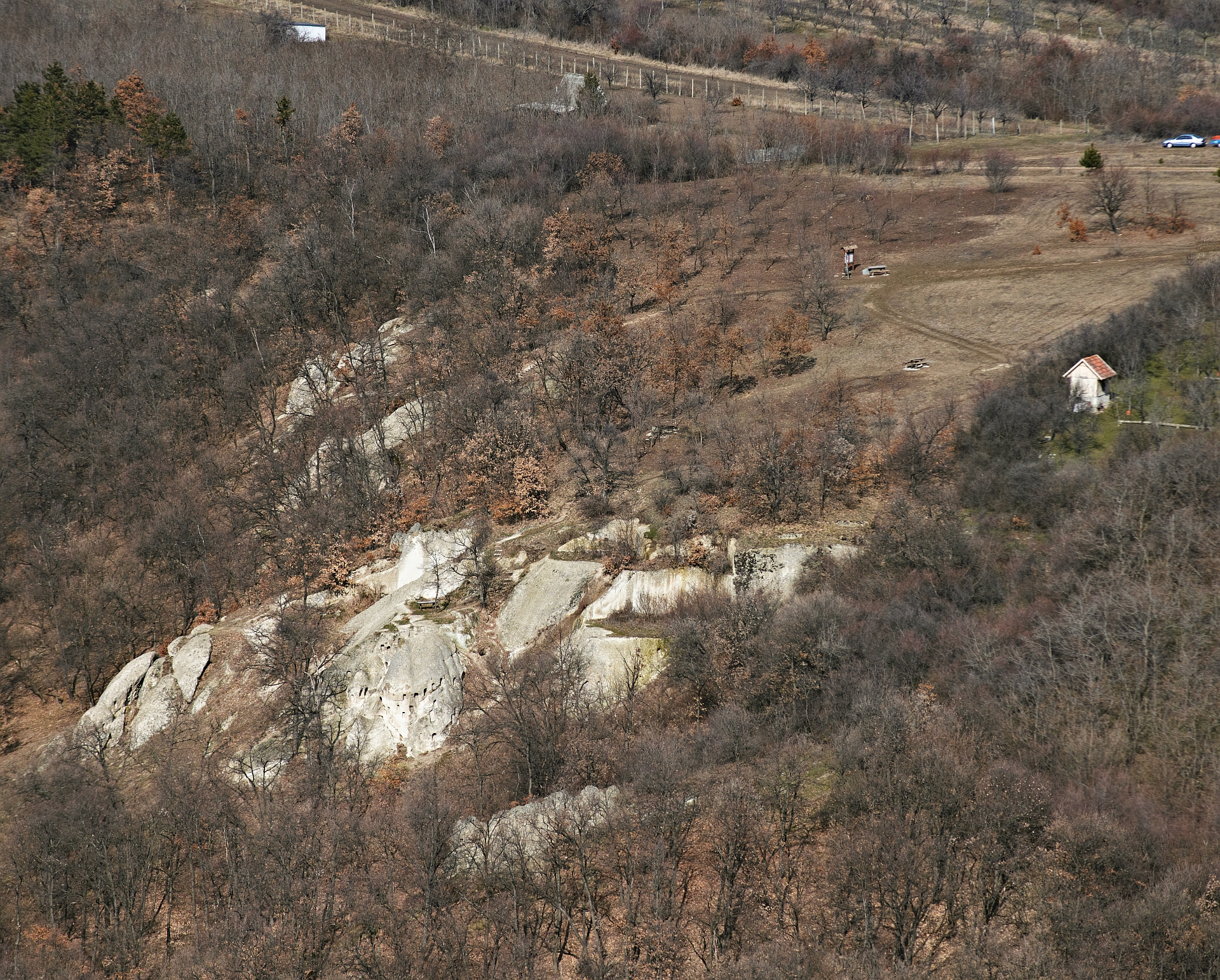
Szomolyai kaptárkövek
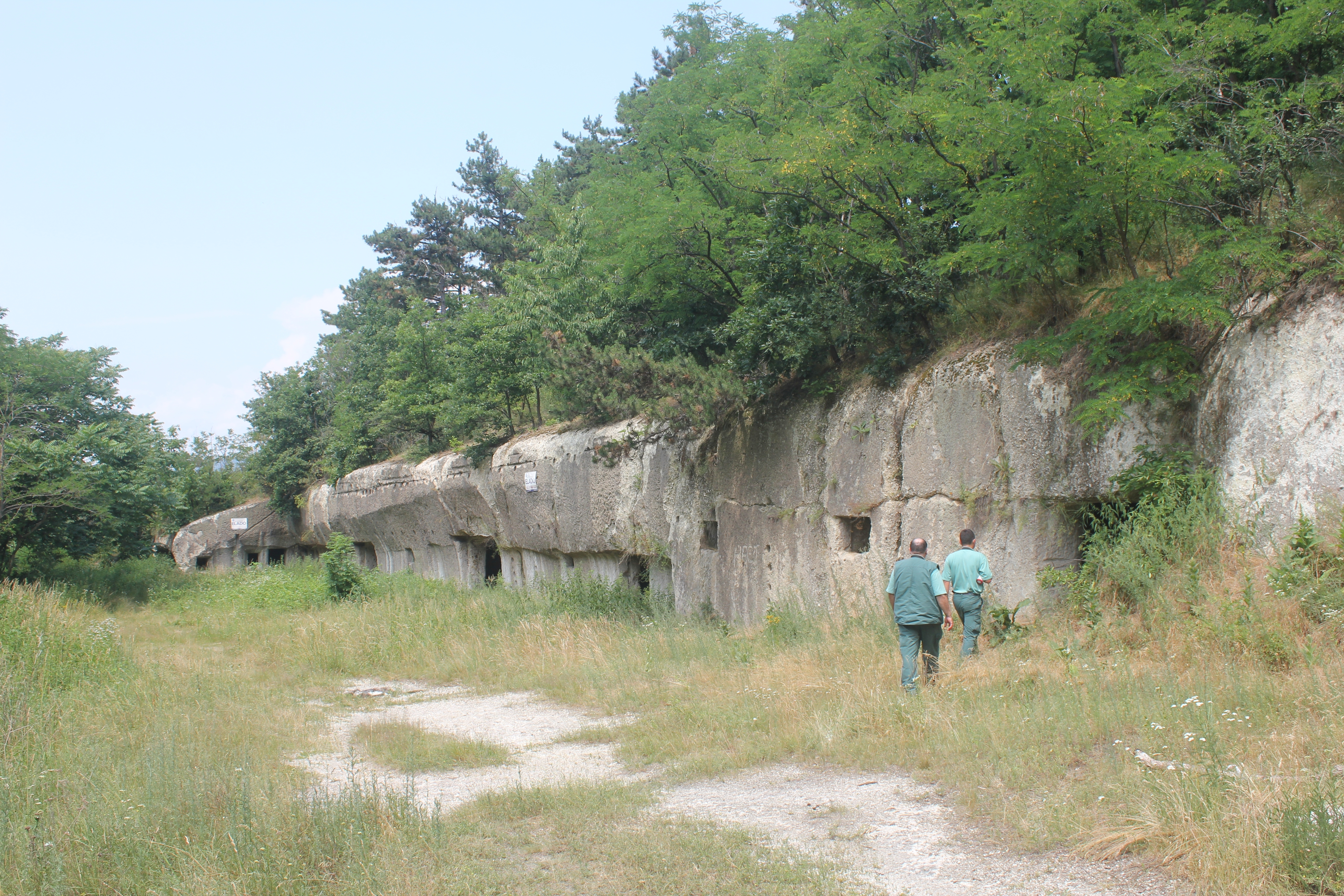
Kácsi-kőhodály

## Örökségvédelem

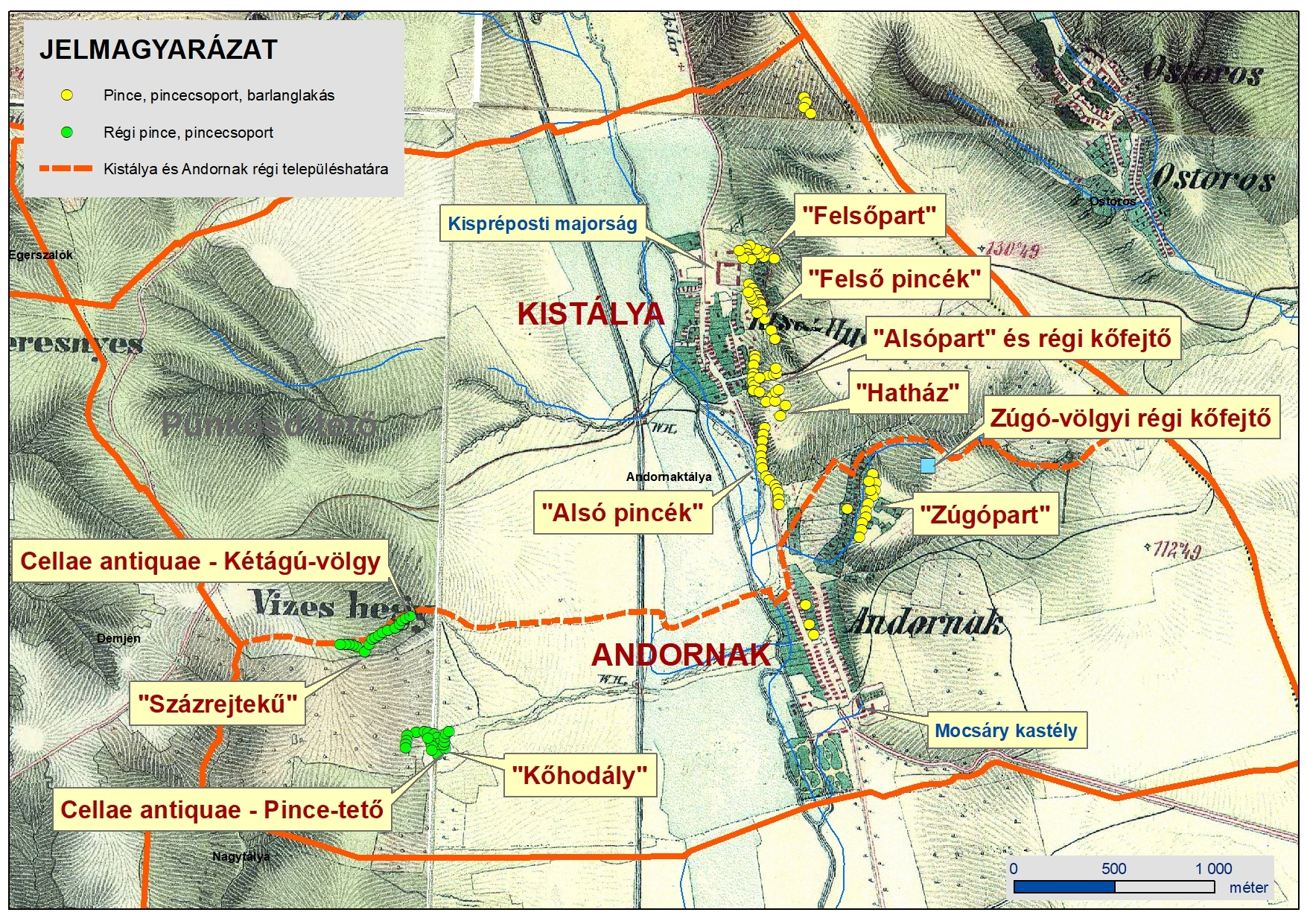
Andornaktálya kőzetbe faragott helyiségei a II. katonai felmérés térképére vetítve

A kaptárkövek és a bükkaljai kőkultúra a táj és az abban élő ember sajátos kapcsolatrendszerét tükrözi: egy jól körülhatárolható hazai tájegységre jellemző, történelmi gyökerű, élő hagyományokkal rendelkező, összetett természeti-tájgazdálkodási-kulturális rendszer, amely egyedülálló természeti jellege miatt – a Hungarikum Bizottság 2016. június 17-i ülésén – megkapta a Hungarikum címet.

## A Bükkalja táji karaktere

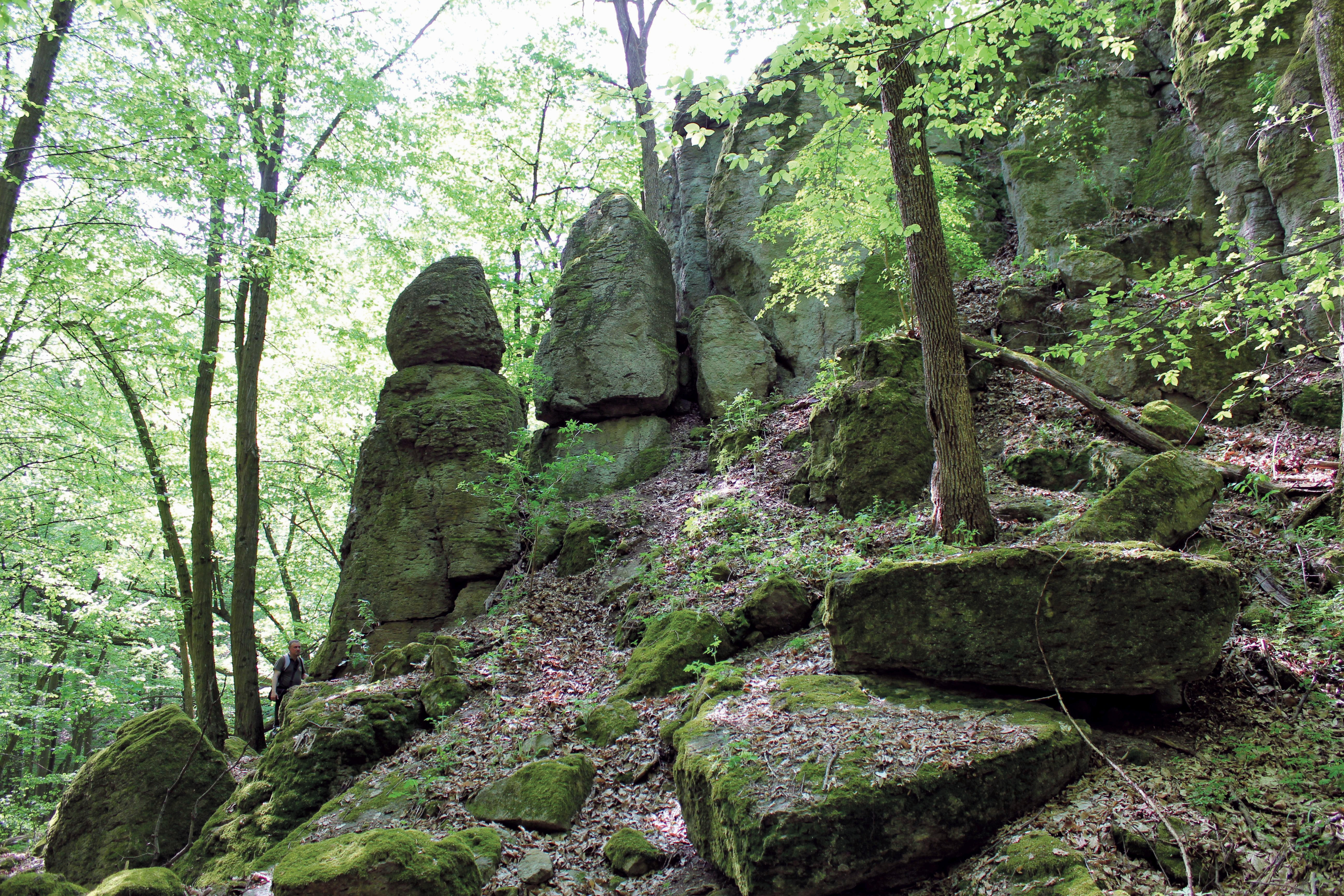
Bükkaljai táj, Cserépváralja Felső-szoros

Bükkalja a Bükköt délről övező, É–D-i irányú völgyekkel tagolt hegységelőtéri, dombsági jellegű kistájcsoport. A tájegységhez köthető – megközelítően 21/19–14/13 millió évvel ezelőtt zajló, intenzív vulkáni tevékenység (ultra-pliniusi kitörések) nagy mennyiségű horzsaköves piroklasztár-üledékeket (ártufát, ignimbritet) eredményezett, amelyek különböző mértékben összehegedtek, „összesültek”, illetve diagenezisen estek át. Kisebb mértékben piroklaszt-hullással lerakódott képződmények (tufa, lapillitufa) is találhatók a „Bükkaljai vulkáni övezetben”. A Bükkalja hagyományosan három részre tagolható, újabban nyolc fázisra elkülönített, több száz méter vastagságú, miocén korú, vulkáni eredetű kőzetei képezik e vidék kőkultúrájának természetföldrajzi, kőzettani alapját.

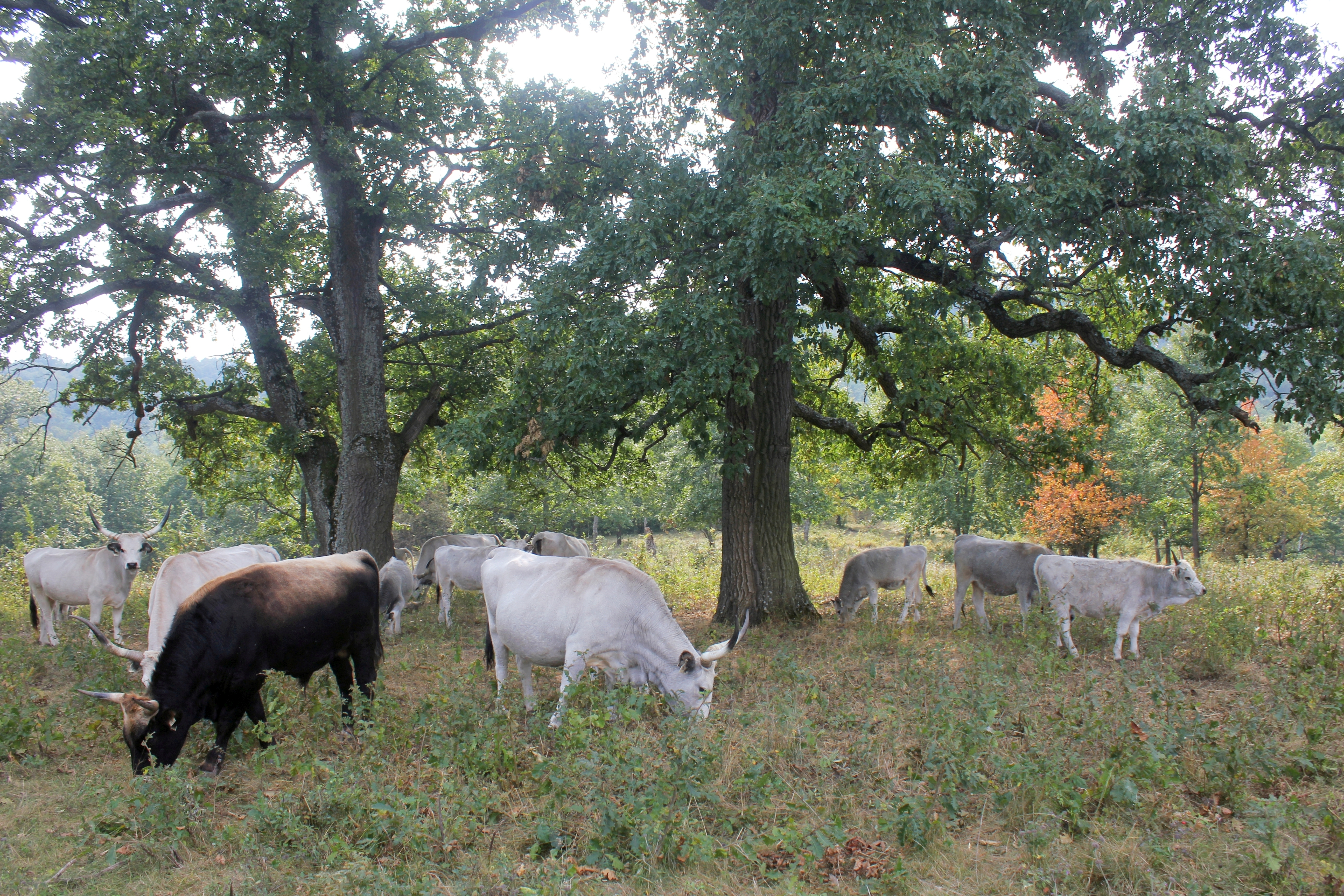
Fáslegelő a Bükkalján

A Bükkalja komplex térhasznosítású és kiegyenlített térosztású átmeneti zóna, mozaikos agrártáj. A természetföldrajzi, táji adottságok következtében az újkorra sokrétű tájhasználat (erdőművelés, erdei legeltetés, pásztorkodás, szőlő- és kertművelés és szántóföldi művelés mozaikjai), változatos felszínborítás (erdők, legelőerdők, fás legelők, gyepek, szőlők, kertek, szántóföldek) és intenzív társadalomdinamika (munkára vándorlás, árucsere, legelőbérlés, búcsújárás stb.) alakult ki. Az ősi, organikus tájhasználat struktúráinak és objektumainak – az úrbérrendezés, a vágásfordulóra alapozott faanyagtermesztő erdőgazdálkodás és a nagyüzemi (intenzív) mezőgazdálkodás hatására – mára csak néhány töredéke maradt meg.

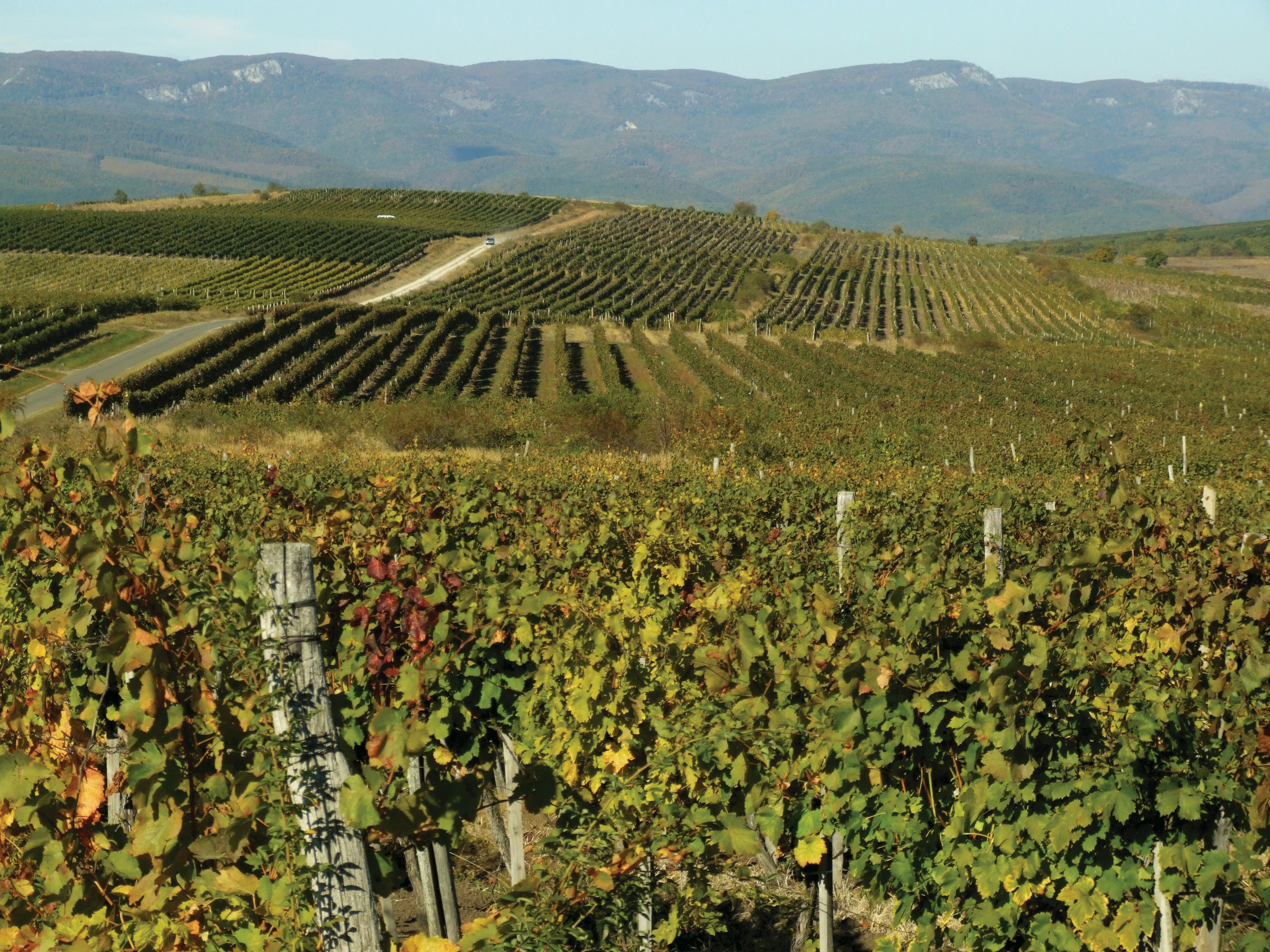
Bükkaljai szőlők

A hagyományos tájművelési, gazdálkodási módok (tájhasználati formák) közül leginkább a szőlészet-borászat és a legeltető állattartás állnak szoros kapcsolatban a bükkaljai kőkultúrával. A vidék legfőbb kultúrtörténeti emlékei, a lakás céljára szolgáló kőzetbe faragott hajlékok, az ún. barlanglakások vagy pinceházak mellett egyrészt az extenzív állattartáshoz, ridegtartáshoz, pásztorkodáshoz (kőistállók, kőhodályok, pásztorszállások stb.), másrészt a szőlő- és kertműveléshez, pontosabban a szőlő- és bortermeléshez (pincék, bújók stb.) kapcsolódnak.

## Kutatástörténet
Bakó Ferenc és Viga Gyula kutatásai nyomán kijelenthető, hogy a Bükkalja a kőépítkezés hagyományos területe. A kő az egyházi, a nemesi építészet mellett a paraszti építőgyakorlatban is jelen van. A vidék népi építészetében a kő (kőzet) felhasználása kétféle módon jelenik meg: a fennálló falú építményekben (lakóházak, gazdasági építmények) és a barlanglakásokban, pincékben, egyéb kőzetbe faragott gazdasági rendeltetésű helyiségekben (istállók, ólak, kamrák stb.).  A kőzetbe vájt hajlékok, otthonok felé a néprajzi érdeklődés a 19. század végén fordult. Elsőként Herman Ottó naplójában, valamint Bátky Zsigmond a Néprajzi Értesítőben ír a barlanglakásokról. Napjainkban a népi építészet e jellegzetes típusa és lakóinak helyzete a néprajzi vonatkozások mellett történeti, építészeti és antropológiai irányultságú vizsgálatok tárgyát is képzi.

## Kőfejtés és kőfaragás a Bükkalján

### Kőfejtők

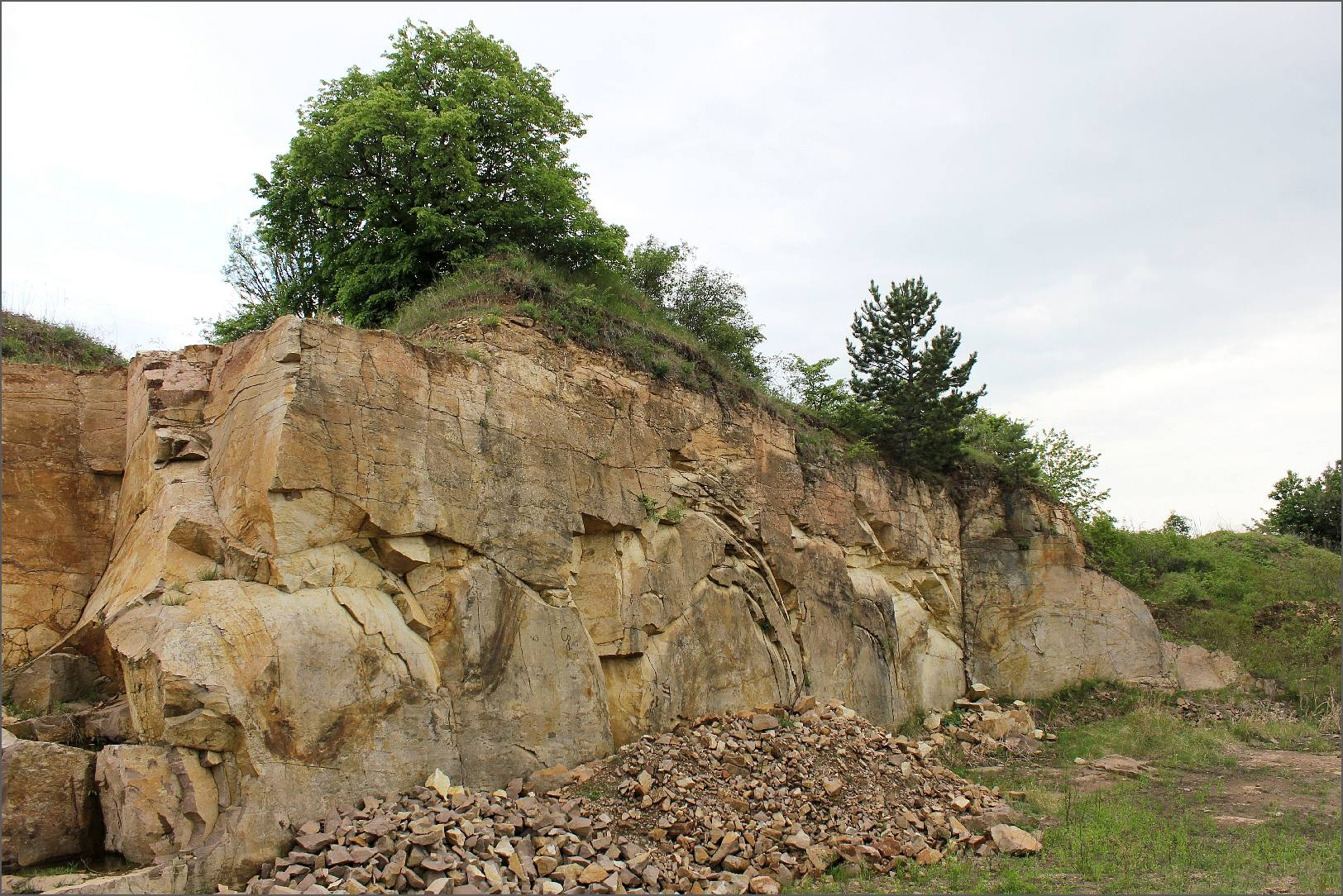
Ispán-berki-tető kőfejtő

A bükkaljai kőbányák legkedveltebb alapanyaga a fehéres színű riolittufa és a vörösesbarnás dácittufa (ignimbrit). Andornaktálya, Bogács, Demjén, Sirok és Szomolya határában több kőfejtőt is műveltek egyszerre. Szomolyán az Ispánberek (Ispánberki-tető), a Vén-hegy, a Gyűr, a Bikaól és a Demecs nevű dűlőkben voltak kőbányák. Bogács is több bányával rendelkezett: ezek a szorosi, az ábrahámkai, a kőkötői, a hintó-völgyi bányák, a Senkibányája, a Fejírkő-bánya és a Veres-bánya.
Az írott források (kataszteri térképek, telekkönyvek) szerint a kőfejtők egy része uradalmi – legtöbbször az egri káptalan tulajdonában lévő – bánya volt (pl. Szomolyán a Csörszlyuk és a Kutya-hegy közötti kaszálón, vagy az andornaktályai „Zúgó-völgyi kőfejtő”, mely a Mocsáryak tulajdonát képezte), egy része magánbányaként üzemelt (amennyiben egy-egy család szőlője olyan helyen volt, ahol követ lehetett fejteni, azt szabadon, adómentesen művelhették), a nagyobb része viszont a községek birtokában volt. Ezekben a bányákban a legeltetési társulat vagy a közbirtokosság tagjai saját célra ingyen fejthették a követ, eladás esetén viszont meg kellett váltaniuk.
A bükk-vidéki kőbányászat kezdetei a középkorra tehetők. Egerben, mint püspöki székhelyen az egyházi építkezések, az egyházmegye szakrális épületei, a várépítések, a nemesi lakóházak, gazdasági épületek és az egyéb középületek – később a paraszti lakóházak – igen nagymennyiségű építőkövet igényeltek. A bükkaljai vulkáni tufakövek igen messzire eljutottak: a Bükk túloldalán, a Bél-kő lábánál álló, II. Kilit egri püspök által alapított ciszterci monostor temploma is itteni gondosan faragott riolittufából és dácittufából épült. A Bükkalja kőbányászatához – a kőfaragóközpontok és kőmunkák bemutatásán keresztül – Szakáll Sándor és Viga Gyula közleményei nyújtanak adatokat.

### Kőfaragás és kőmunkák
A bükkaljai kőfaragó-hagyomány központja Szomolyán volt. A szomolyai kőfaragó családok egyaránt készítettek tornácoszlopot, ablakkő-keretet, kőkorlátot, kővályút, itatót, kézimalmot, sírkövet és vallással kapcsolatos kultusztárgyakat (kőkeresztet, szentet ábrázoló szobrot, emlékművet.)
Híres kőfaragó család volt a Szomolyán élő Szalóki. Szalóki István műhelyében sok későbbi helyi mester tanulta a kőfaragás fortélyait. A család neves tagja Szalóki Márton, akinek figurális faragványai, kőreliefjei, sokalakos kompozíciói, történeti képei egyedülállóak a hazai kőfaragó hagyományban: alkotásai a „naiv művészet” kategóriájába tartoznak.
A kőfaragók többsége az udvaron, esetleg szín, fészer alatt dolgozott. A paraszti kőfaragás eszközei megegyeztek az iparos kőfaragók szerszámaival. A nagyoláshoz hegyes csákányt, nagyoló csákányt és tisztázó csákányt használtak. A faragás során az alábbi eszközkészlettel rendelkezett a kőfaragó: fogas balta (krengli), fogas véső (salér), egyéb különböző formájú és méretű vésők (sróg-, holker-, nút- és keskenyvéső). A sima felületeket szemcséző kalapáccsal (stockhammer) alakították ki. További tartozékok: a bunkó, a vezérléc, a vízmérték és a különböző smirglikövek, csiszolókövek.
Viga Gyula „Kőmunkák egy bükkalji faluban” című munkájában a következőképpen összegzi kutatásai eredményeit: „A Bükkalja településein – a táj kőzettani felépítése következményeként – jelentős hagyománya van a népi kőtechnikának. Úgy vélem, hogy ez a tevékenységi forma az itt élő népesség tradicionális kultúrája specifikumaként értelmezhető. Ezt jelzi az is, hogy a Bükkalja falvaiban a kőépítkezésnek lényegében egységes övezete alakult ki... A terület kőépítészete kompakt és homogén egységet alkot, ezért némiképp másként kell értelmeznünk itt az építőkő használatát, mint más területeken. Itt nem szükségképpen jelzett vagyoni-társadalmi különbséget, hanem ez volt a legkönnyebben elérhető és legolcsóbban megszerezhető építőanyag valamennyi társadalmi réteg számára. Különbségként itt talán a barlanglakások és a fennálló falú házak birtoklása jelentkezik, bár ez sem szükségképpen a vagyoni helyzet eltérő állapotából, hanem inkább a foglalkozási struktúra differenciáltságából adódik. Itt találhatók legnagyobb tömegben és összefüggő rendben a barlanglakások is. A kőmunkák – a jól faragható kőzet révén – a tradicionális kultúra sajátos vonulatát alkotják.”

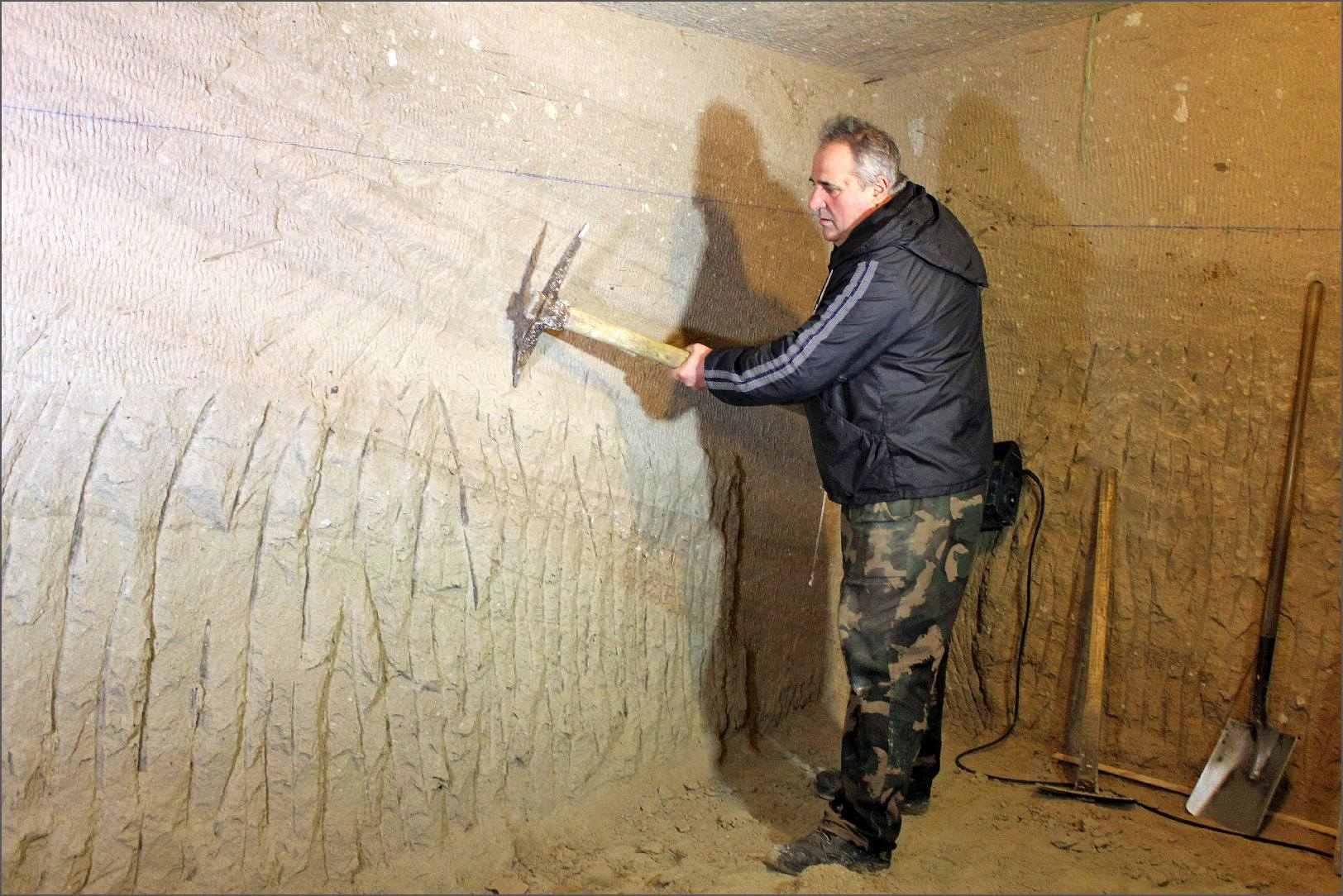
Pincevágás
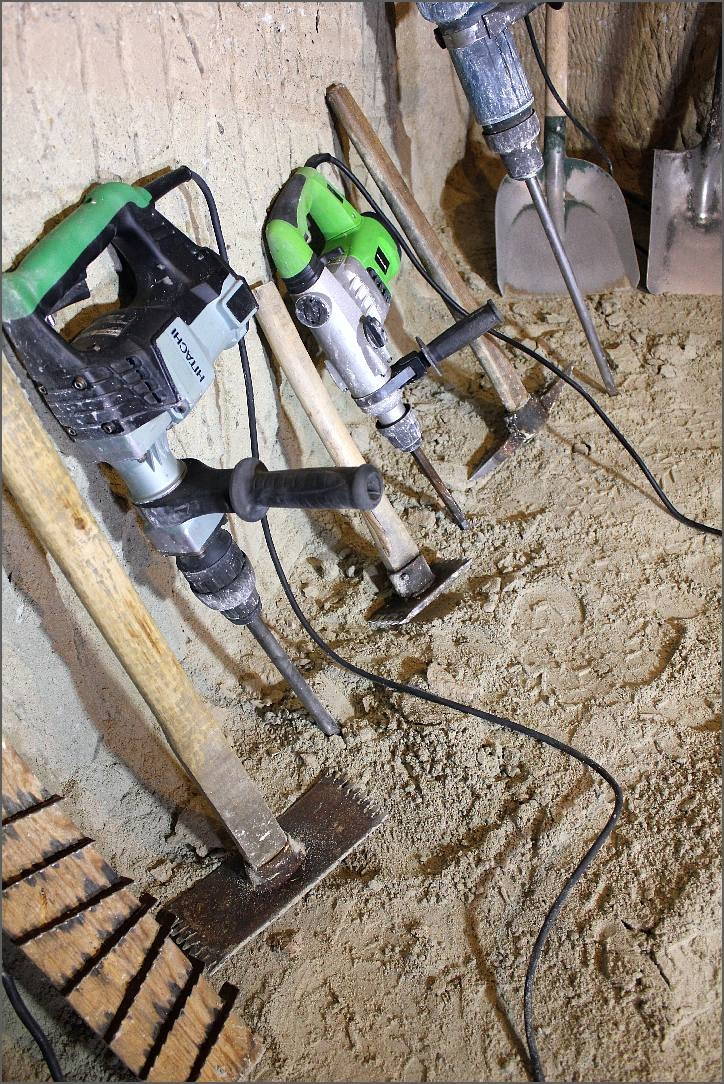
Pincevágás, kőfaragás eszközei
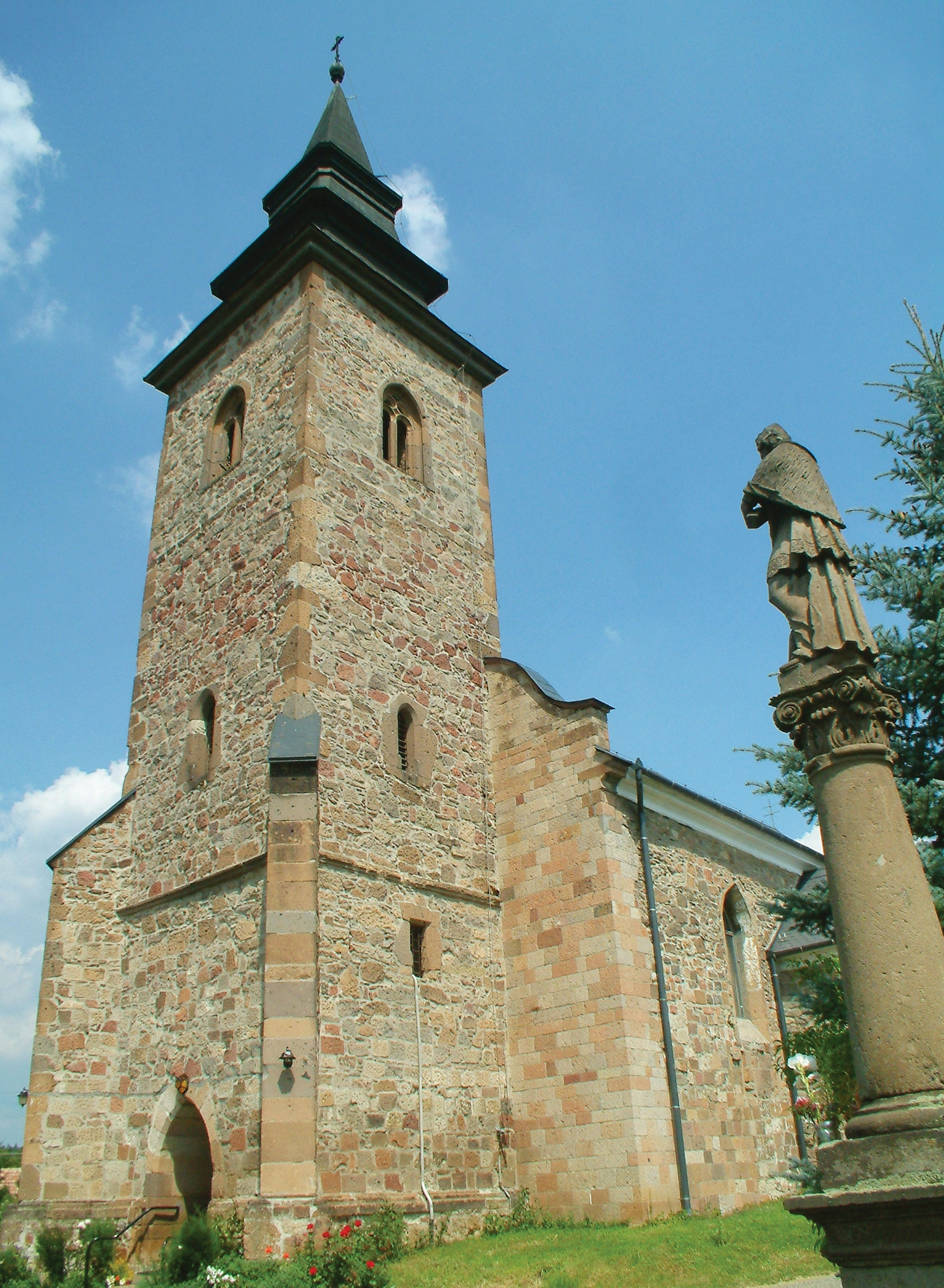
Bogácsi templom
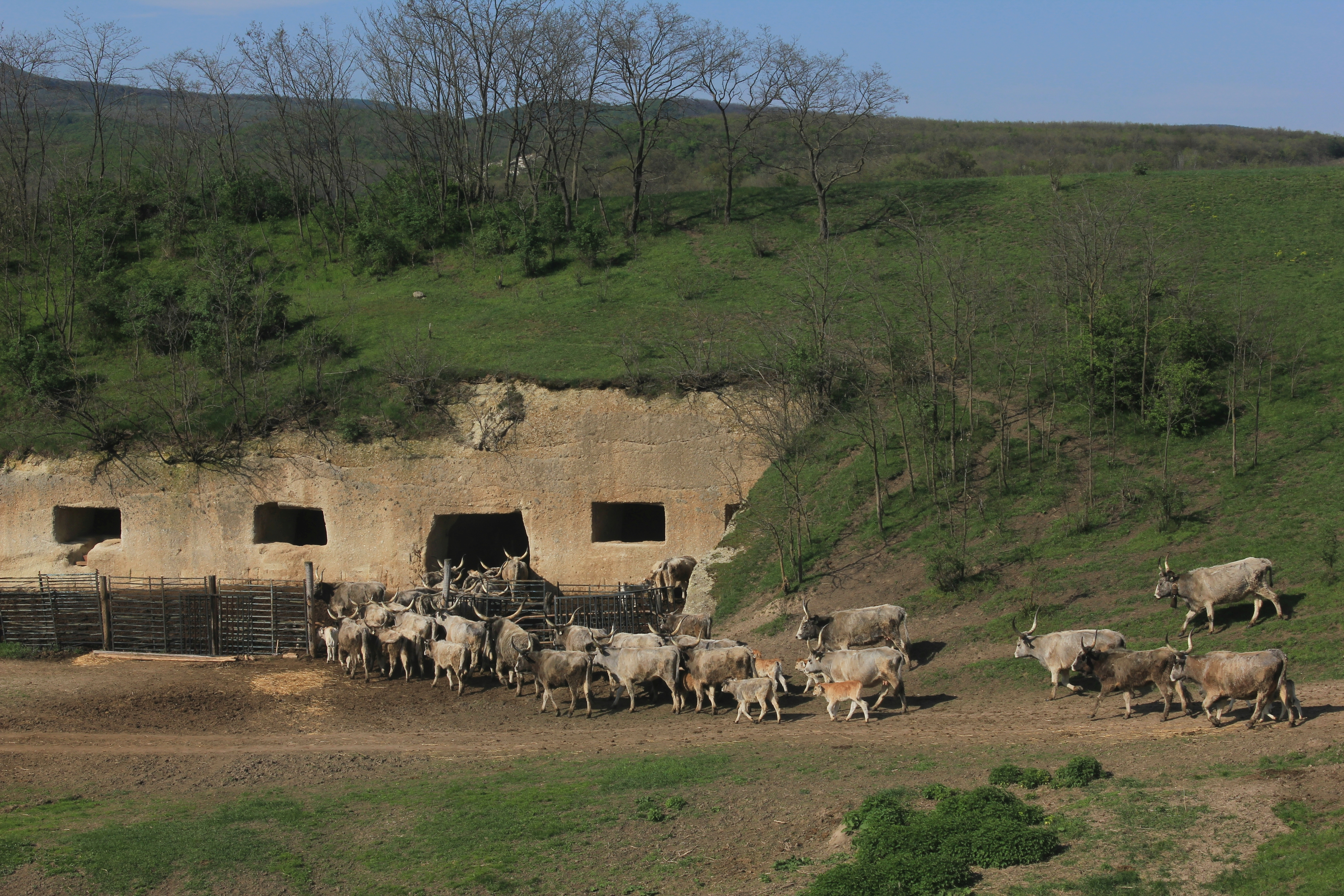
Király-kúti kőistálló
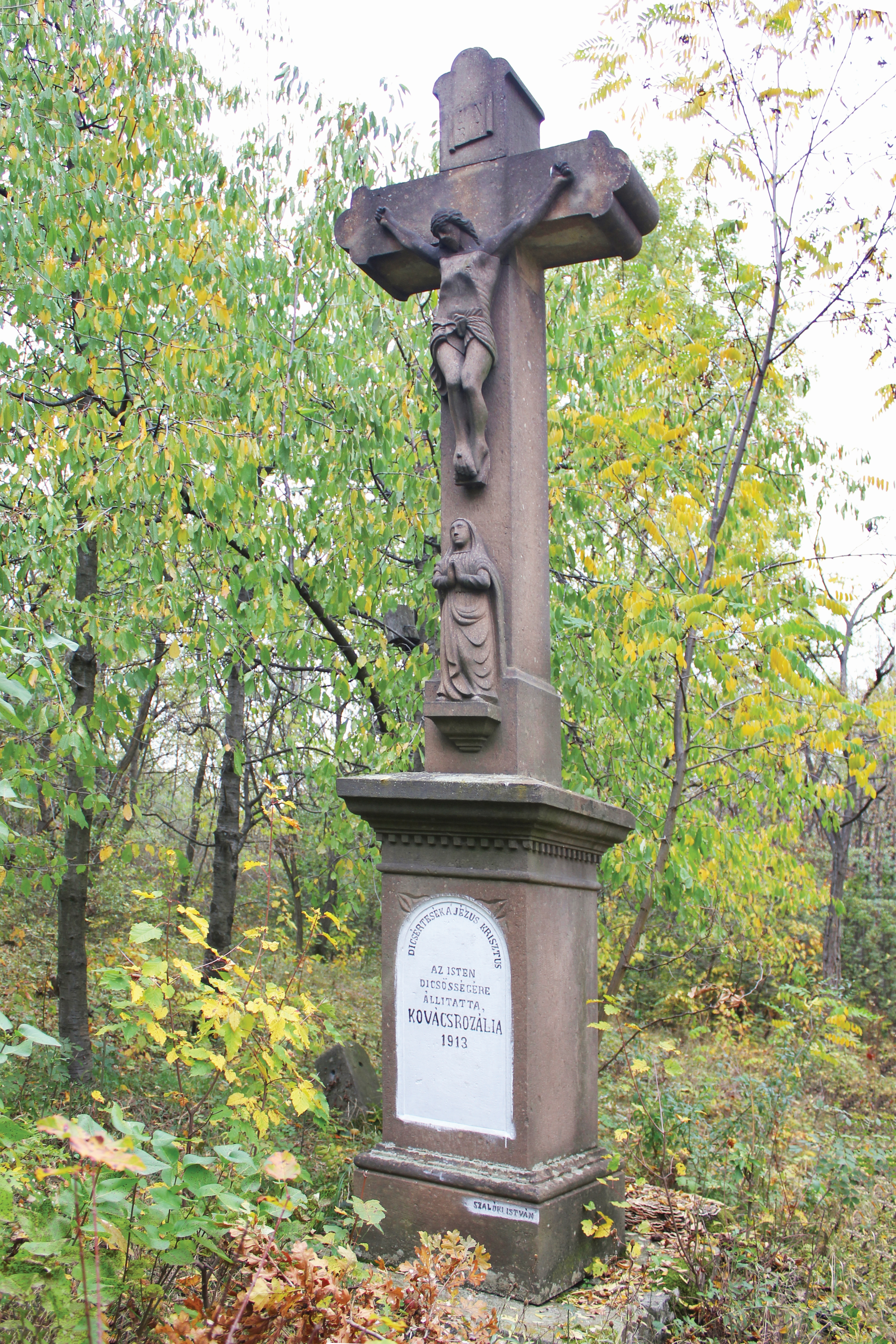
Kőkereszt Szomolyán
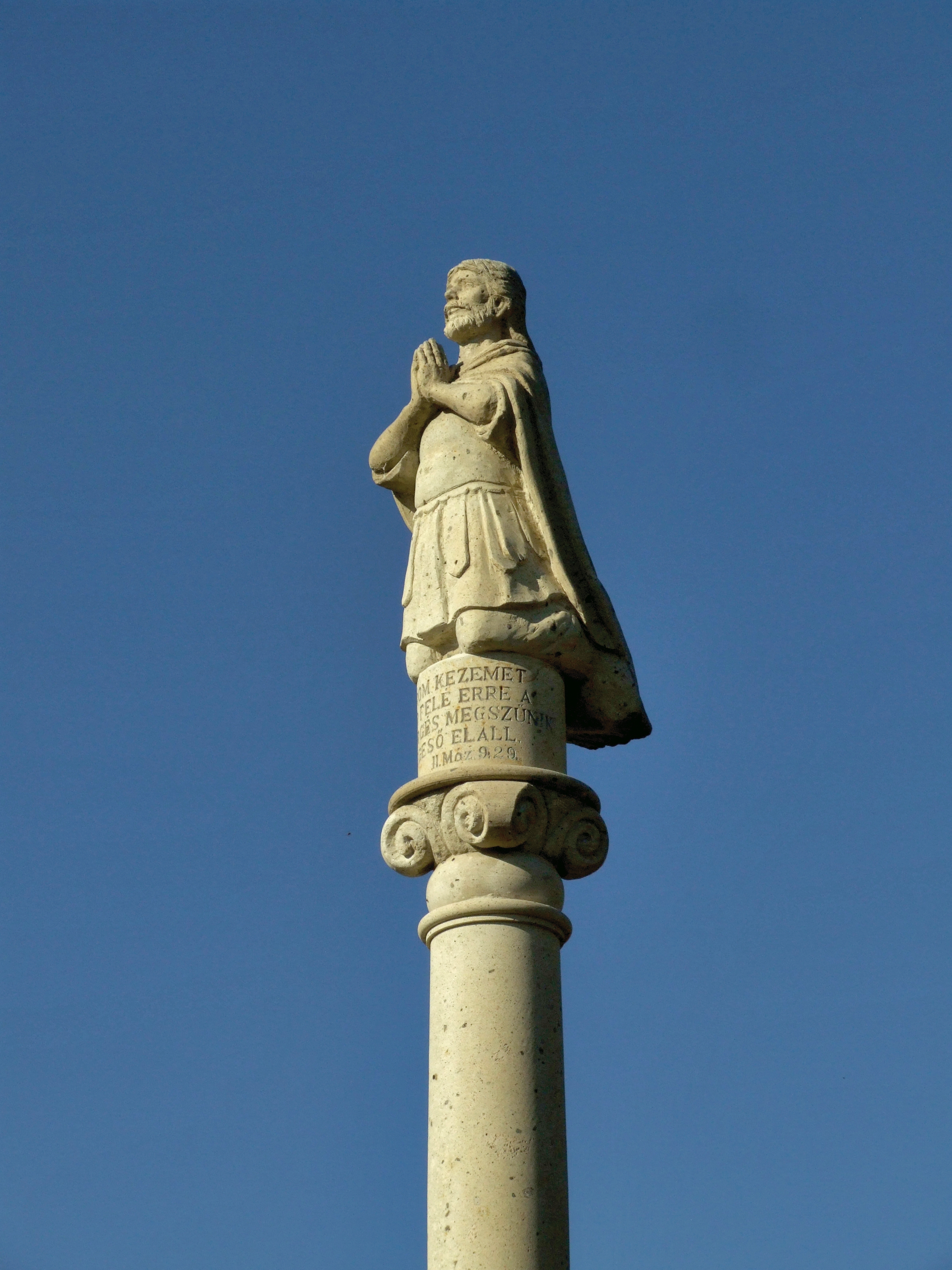
Szent Dónát szobor a Nagy-Eged oldalában
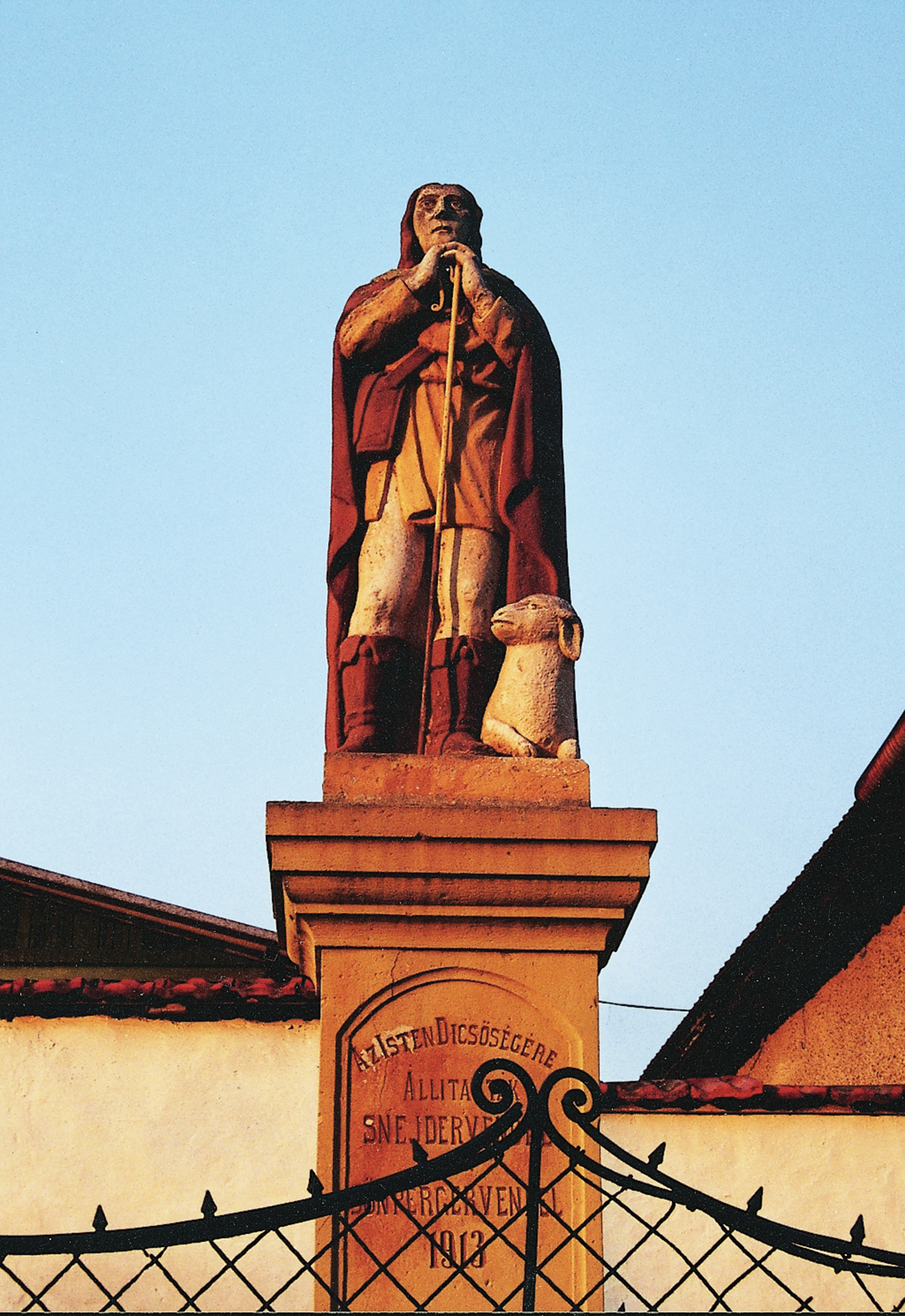
Kőszobor a Tarna-völgyében
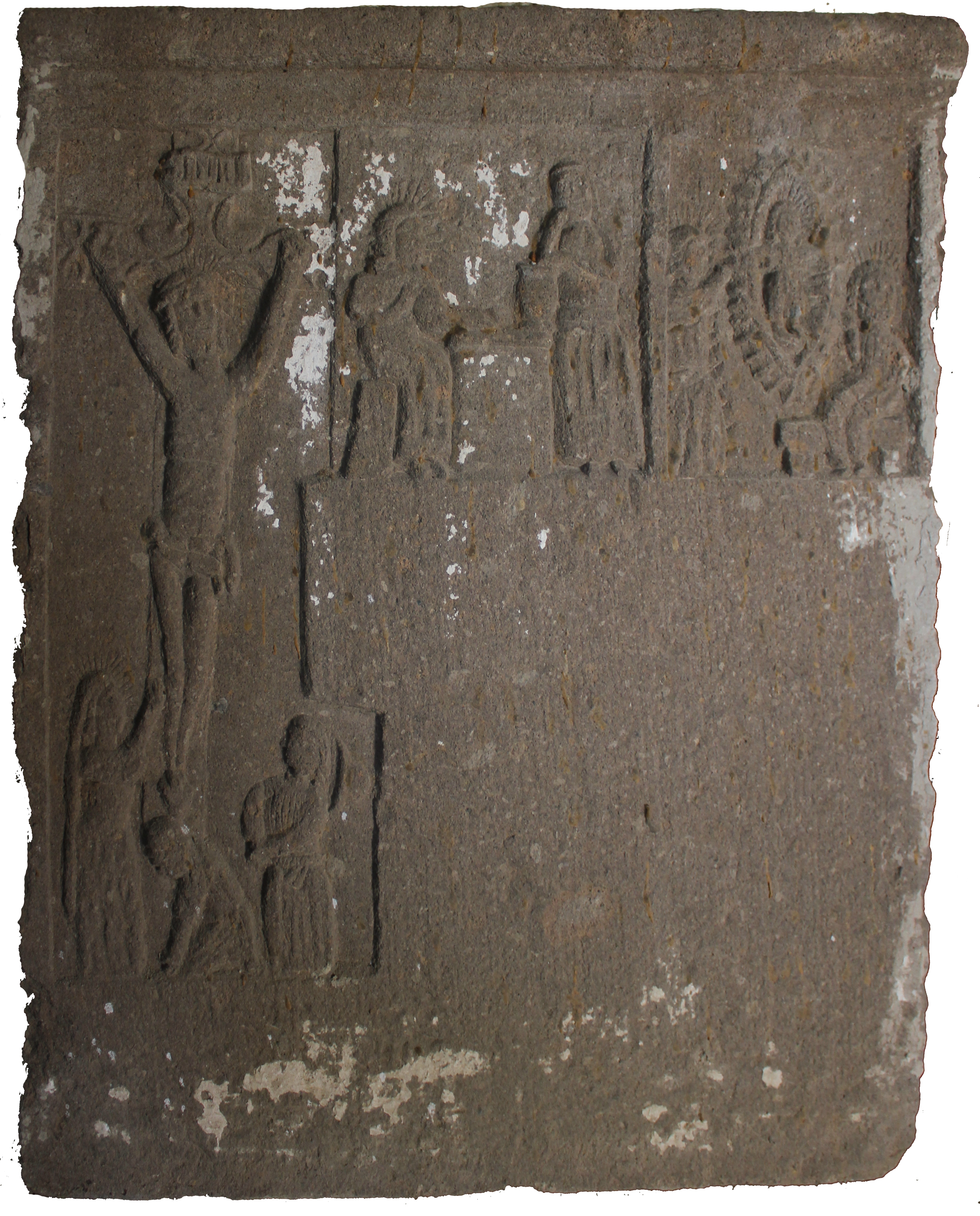
Szalóki Márton Istenes köve
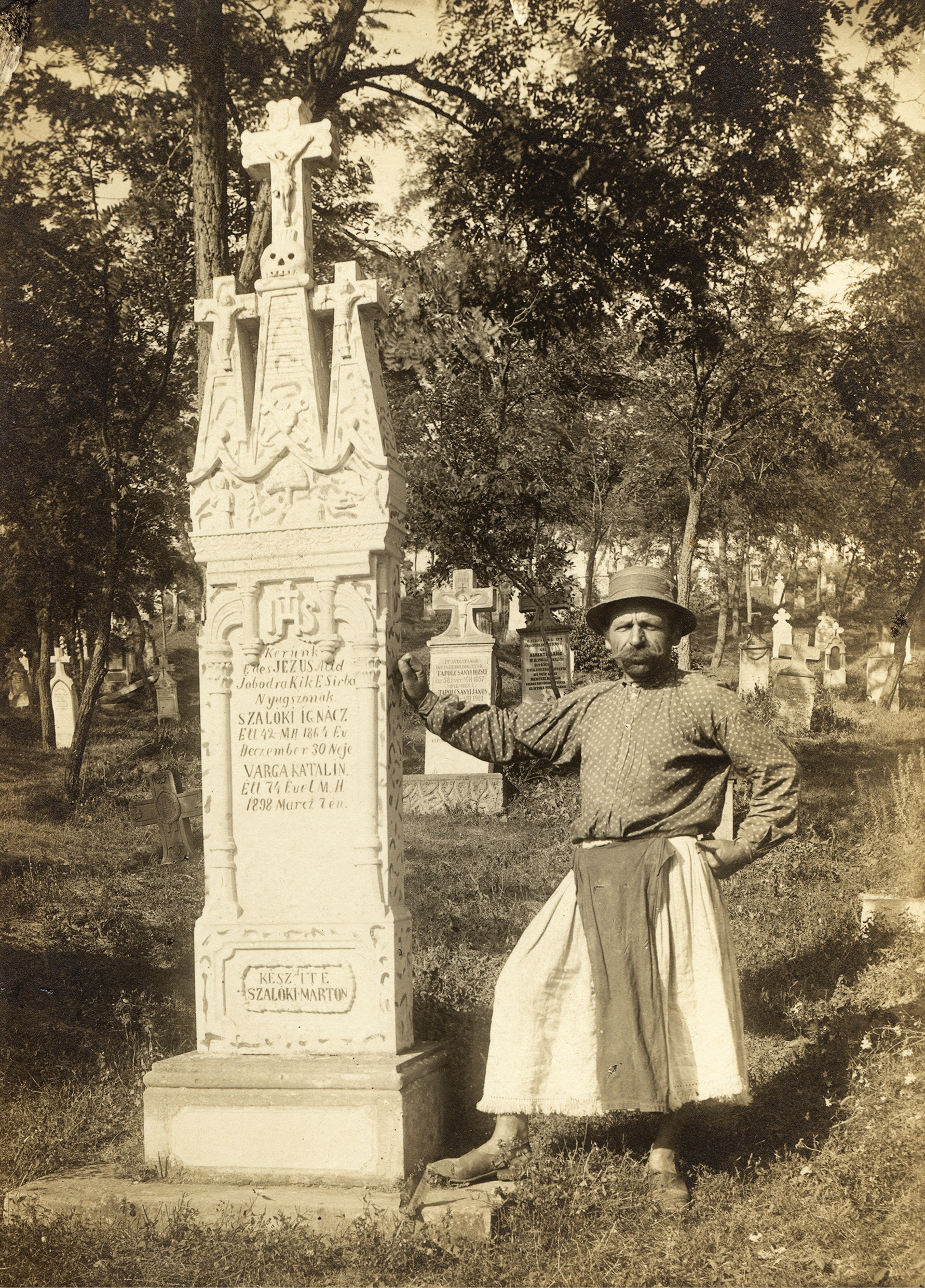
Szalóki Márton népi kőfaragómester

## A bükkaljai kőkultúra építményei („mélyítményei”)

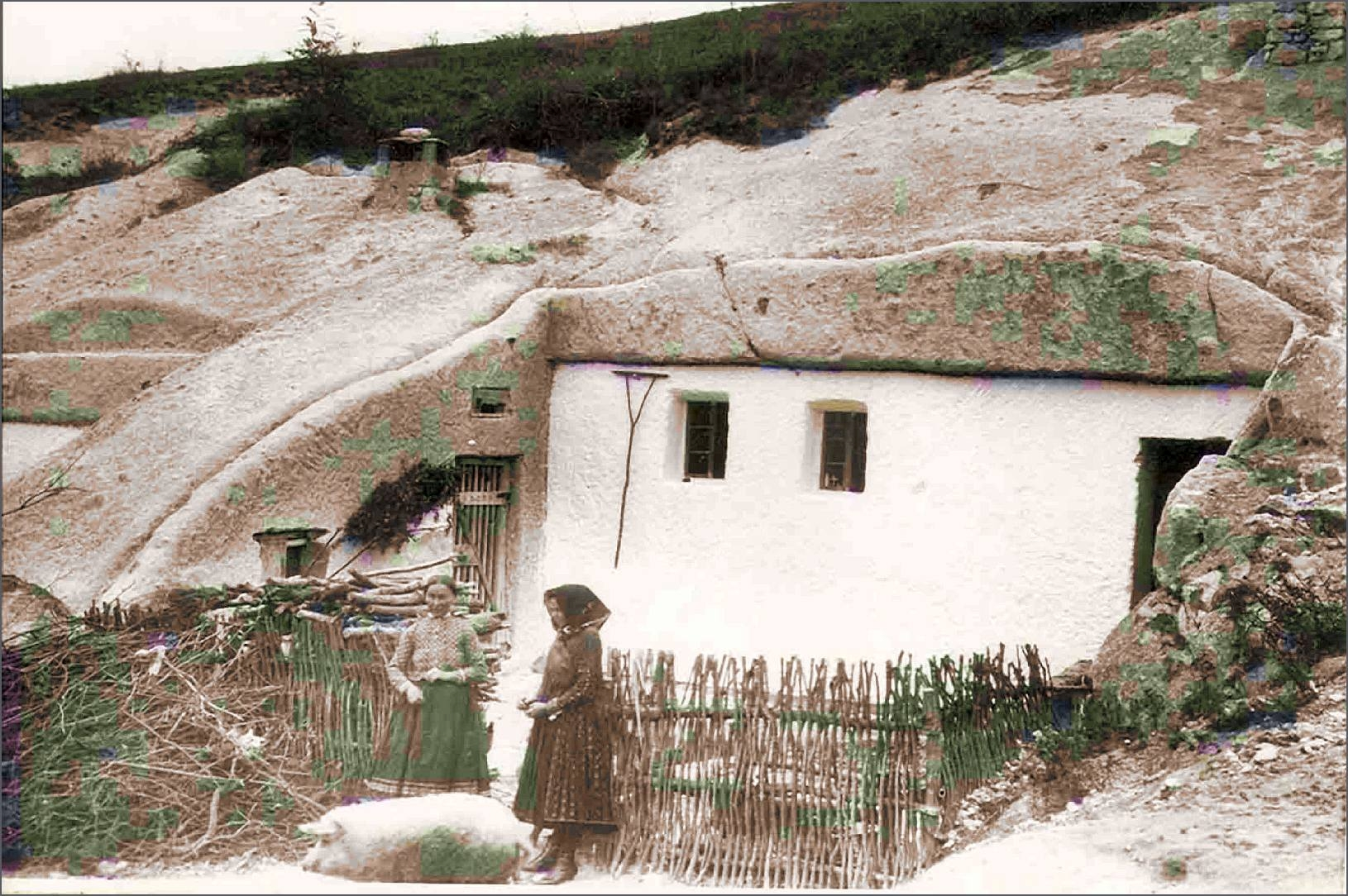
Barlanglakás archív fotón

### Barlanglakások, pincelakások és pinceházak
„A barlanglakó életmód azonban nemcsak egyszerűen a parasztság nincstelen rétegének szociográfiai szintezője, hanem – feltételezésünk szerint – egy régi ismeretlen eredetű kultúra csonkán és torzultan ránk maradt emléke, összetevője is, egy kultúráé, amely a kövek között, azok sokrétű alkalmazásával született, virágzott, majd pusztult és hal el éppen a mi korunkban.” – állapította meg Bakó Ferenc. Igaz, hogy a sziklába vájt barlanglakások vagy a kőből épült lakóházak leginkább a 19–20. századot képviselik, azokat mégis egy ősibb hagyomány továbbélésének tarthatjuk.

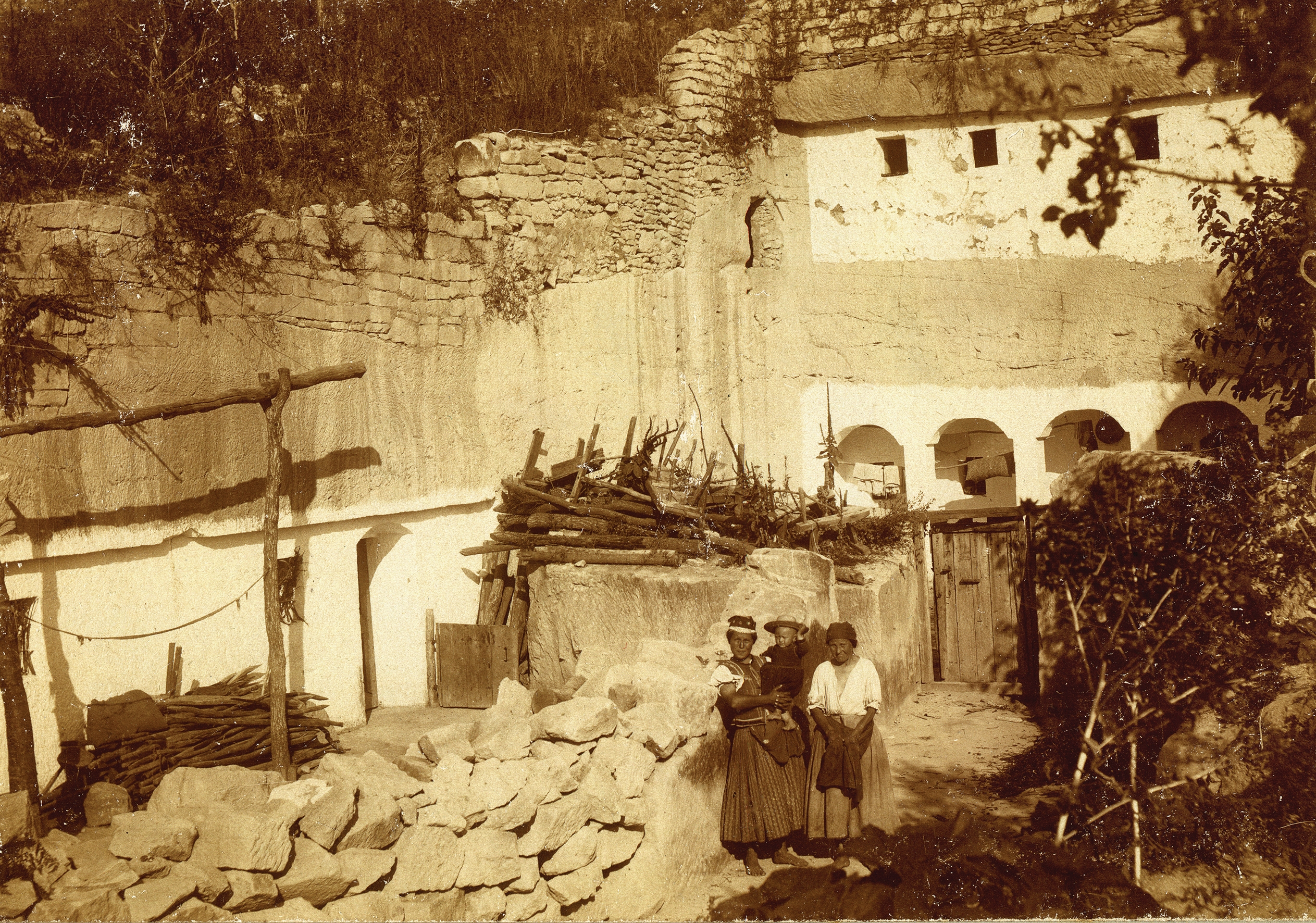
Barlanglakás Szomolyán

A legtöbb barlanglakással Ostoros, Szomolya, Tibolddaróc rendelkezett (településenként több mint száz lakás). Cserépváralján, Egerszalókon, Noszvajon, Sályban, Sirokban jelentős mennyiségű (30–100 lakás), Andornaktályán (Andornakon és Kistályán), Bogácson, Cserépfalun, Demjénben, Egerben, Felsőtárkányban, Kácson, Kisgyőrben kevesebb, mint harminc kőbe vájt hajlékot mért fel Bakó Ferenc 1975-ig. A barlanglakásban élők társadalmi helyzete a történelmi távlatban igen eltérő volt: a tehetősebb, földbirtokkal is rendelkező parasztok vagy iparosok (kőfaragók) és a nincstelen, vagy csak csekély földtulajdonnal bíró napszámosok, summások egyaránt laktak pinceházban. Bakó Ferenc szerint – aki a 13-ik századig vezeti vissza a barlanglakások eredetét és elképzelhetőnek tartotta, hogy azok egy etnikummal (talán a kabarokkal) hozhatók kapcsolatba – a barlanglakás, mint hajléktípus szorosan összefügg a szőlészettel és a borászattal, pontosabban a bortárolással. 1970-ben, Szomolyán például 39 barlanglakásból 31-hez tartozott pince, s ezek közül 19 pince közvetlen a lakásból nyílt. Egy 1862-es összeírás szerint  a faluban 82 barlanglakás volt, a két világháború között pedig 172 barlanglakásban 820 személy lakott. 1970-ben 39 ilyen ház található a községben, ebből 27 lakott.

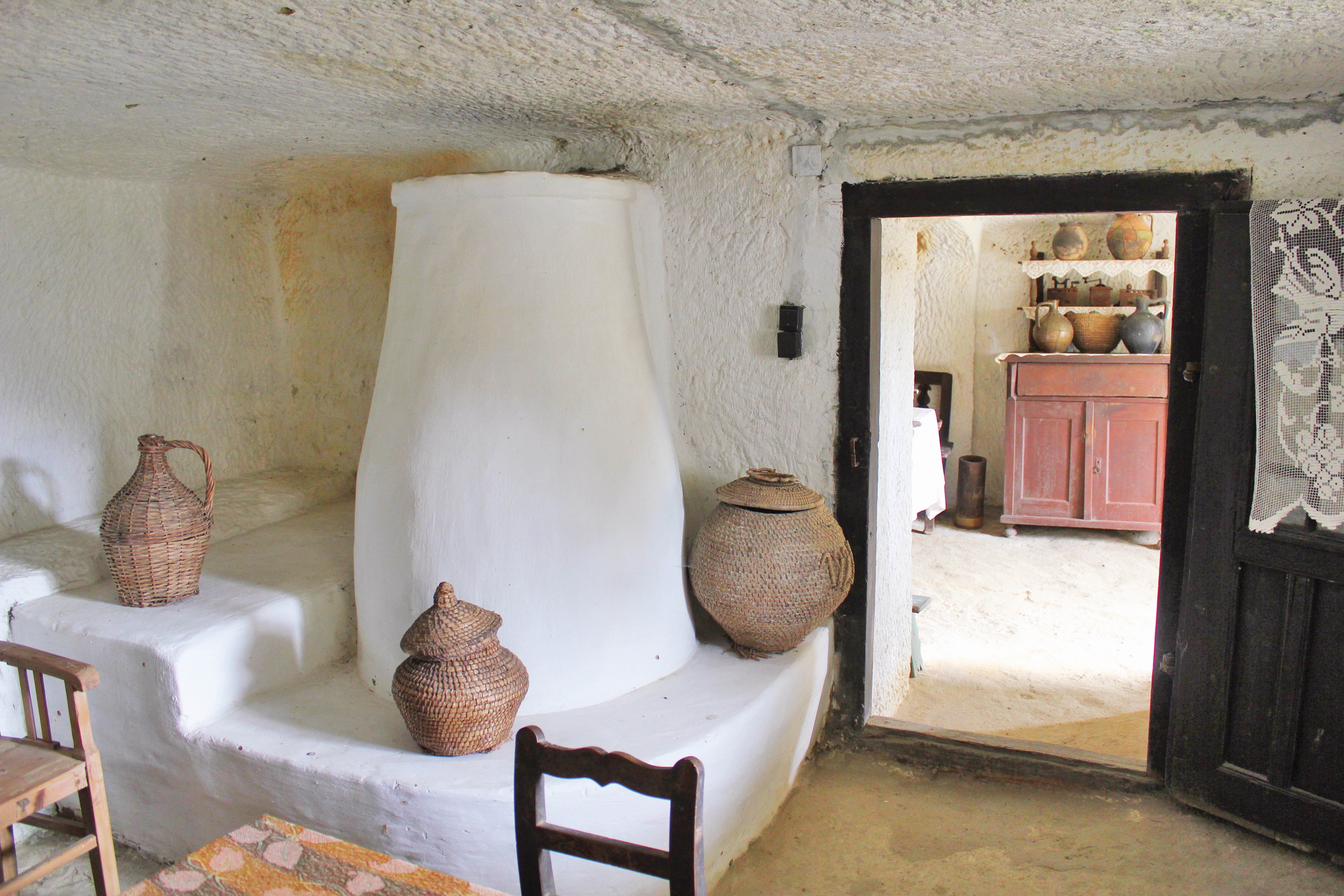
Barlanglakás Szomolyán

A domboldalakon vagy a patakvölgyek teraszain lévő barlanglakások a településeken belül csoportosan fordulnak elő, külön szerkezeti egységet alkotva: pl. Egerben a Tetemvár, Miskolcon az Avas, Tibolddarócon a Part, Felsőtárkányban a Város, Kácson a Várhegy, Cserépfalun a Kisamerika, Cserépváralján a Siccvár, a Tulivár, a Bagolyvár, az Alsó pincesor és a Felső pincesor, Andornaktályán a kistályai részen a Felső-part, az Alsó-part és a Hatház nevű barlanglakásos falurészek.
Az archaikus, egysejtű kőbevájt építményekből („mélyítményekből”) háromféle barlanglakás-típus alakult ki (Bakó Ferenc kutatásai szerint):
- az egyik az utca vonalával párhuzamos két- vagy háromosztatú (szoba-konyha-kamra), egy bejáratú ház;
- a másik típus a széttagolt, egymással össze nem kapcsolt helyiségekből álló lakóház, amely utcával párhuzamosan elhelyezkedő helyiségeibe külön-külön ajtón lehet bejutni;
- a harmadik típus az utca frontjára merőlegesen, a szikla belseje felé kialakított két- vagy háromosztatú ház.

### Pincék

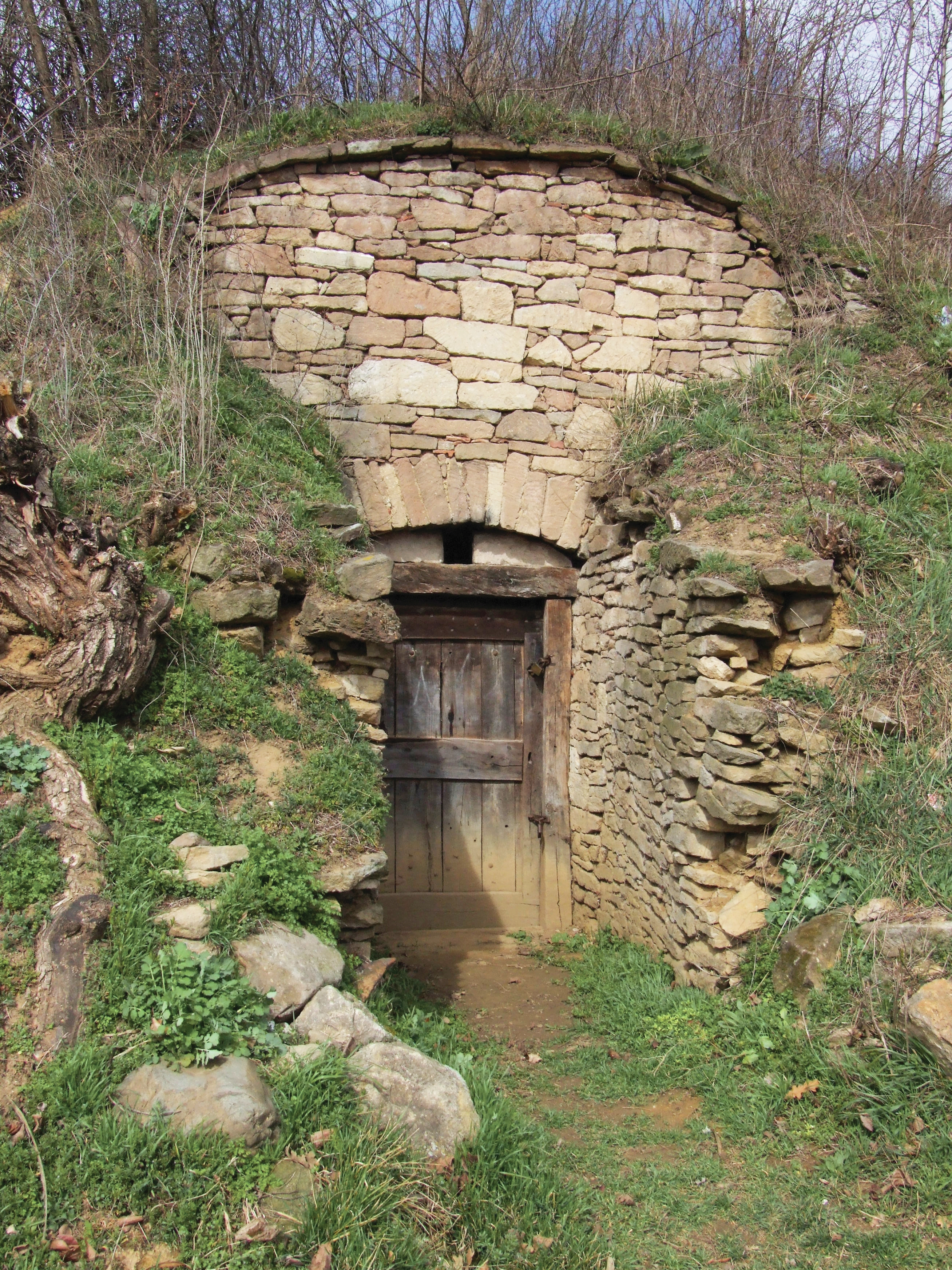
Pincebejárat Noszvajon

A miocén korú vulkáni tevékenység nyomán létrejött riolit-riodácittufákon képződött nyomelemekben, ásványi anyagokban gazdag talajon zamatos szőlő terem, a jól faragható, könnyen vágható, lyukacsos kőzetbe mélyülő, jól szellőzött, lélegző, magas páratartalmú, szinte állandó hőmérsékletű pincék pedig kiváló feltételeket biztosítanak a bor tárolására, érlelésére.

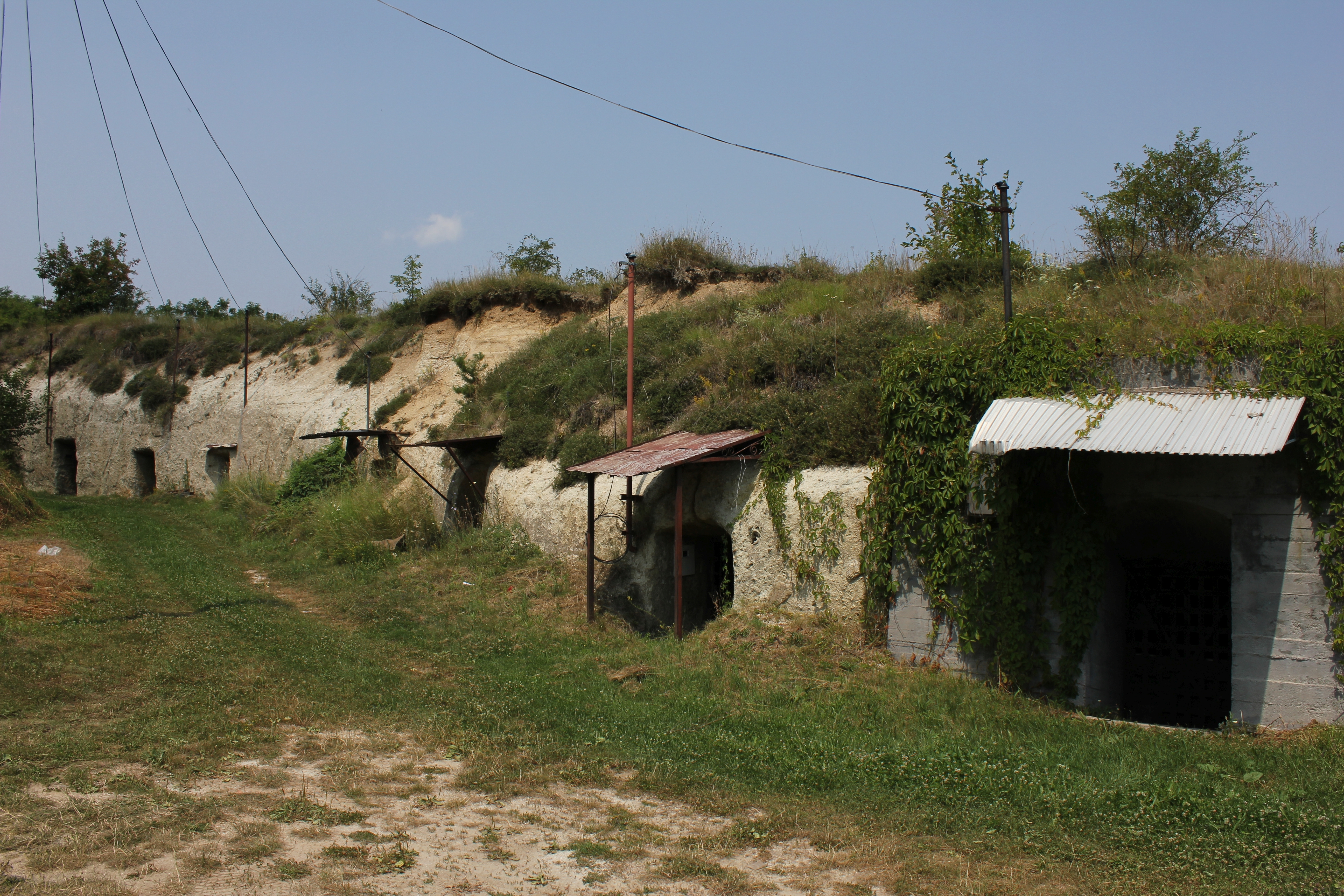
Szomolyai pincecsoport

A felszínalatti bortárolás egyébként egyáltalán nem általános Európában, de Magyarországon sem. A kőbe vágott lyukpincékben történő bortárolás magyar sajátosság, amely a közelmúltig csupán a Mátraerdő területén – a Tokaj-Hegyalján, a zempléni Hegyközben, a Mátraalján és itt, a Bükkalján – volt általános.
A bükkaljai borospincék közül a legegyszerűbbek és legrégebbiek az épület nélküli lyukpincék, földalatti járatok: az 5–10 méter mély pinceágba egy keskeny folyosó, a torok vezet le. Az ilyen torokpincék általában a lakótelkekhez csatlakoznak, de külön pincecsoportokat is alkotnak pl. Egerben a Kisvölgy utcában, a Szalában a Nagykőporoson, Felnémeten, Szomolyán. Mivel a torokpincékben csak bort tárolnak, ezért a szőlőprés és a kádak a lakóhelyi ingatlanon vannak, a szőlőt ott dolgozzák fel. Vannak közös pincetorkok, amelyekből mindkét irányban pinceágak nyílnak, melyeknek más-más gazdája van (Felnémet, Csurgó-völgy).
Az egri és a bükkaljai pincék nagy többsége borházas (présházas) pince. Ezek egy része épített, azaz fennálló falú borházzal, másik része kőbevágott borházzal rendelkezik. Ez utóbbi – gyakoribb – esetben szélesebbre faragták ki a pince elejét és az így keletkezett helyiségben helyezték el a szőlőprést és a kádakat. A szőlőhegyen kitaposott termést – a dézsmálás után – a borházba szállították, ahol a sutuba tették. A városi polgárok tulajdonában lévő pincékből vagy azok borházából esetenként „mulató szoba” is nyílt, amelyben borozgatni is lehetett.
A bükkaljai borospincék egy része a házakkal beépített területen található, tehát a lakótelekhez csatlakozik, másik része azonban településeken kívül, azok szélén, a szőlőkbe vezető dűlőutak mentén úgynevezett pincecsoportokat, pincefalvakat alkot. Az egri, hajdani városfalon kívüli – nagyrészt mára elpusztult középkori falvakhoz (Cigléd, Tihamér) tartozó – pincecsoportok leghíresebbike a Szépasszony-völgy, a Kőporos, a Tihamér és a Kőlyuk. A két Szala (Árnyékszala, Verőszala), a Ráchegy, a Kacsapart, a Tündérpart, a Kisvölgy és a Cifrakapu utca pincecsoportjai ma már a város belterületén fekszenek. Szép pince- és borházcsoportok (pincefalvak) találhatók Bogácson (a cserépi pincesor, valamint a csecs-lyuki és a hintó-völgyi pincék), Bükkzsércen (az alsóhegyi és a baglyasi pincefalu), Cserépfalun (a berezdaljai hármas pincesor), Noszvajon (a nagyimányi és a falu közepén, a szomolyai út elején lévő pincecsoport), Szomolyán (a vén-hegyi), Tardon, Ostoroson, Borsodgeszten, Kisgyőrben, Harsányban stb.
A földesurak, az egyházak és azon polgári személyek – akik mentesek voltak a dézsma alól – pincéi terjedelmesebbek voltak, több hosszanti és keresztágból álltak, nem egy esetben emeletes (2-3 szinten elhelyezkedő) pincerendszereket alkottak. A legnagyobb kiterjedésű – 12 hosszanti ággal, keresztágakkal és kisebb-nagyobb rejtekágakkal rendelkező – borospince az egri püspöki palota alatt lévő ún. káptalani pince.
Tehát az egri völgyben a lakóház alatti és a telken elhelyezett pincetípus Egerben ismert, a többi település esetében a határban, a szőlőhegy közelében (nem a szőlőhegyen, legfeljebb annak szélén) alakultak ki a borospince-csoportok, pincesorok, pincefalvak.

### Dézsmapincék

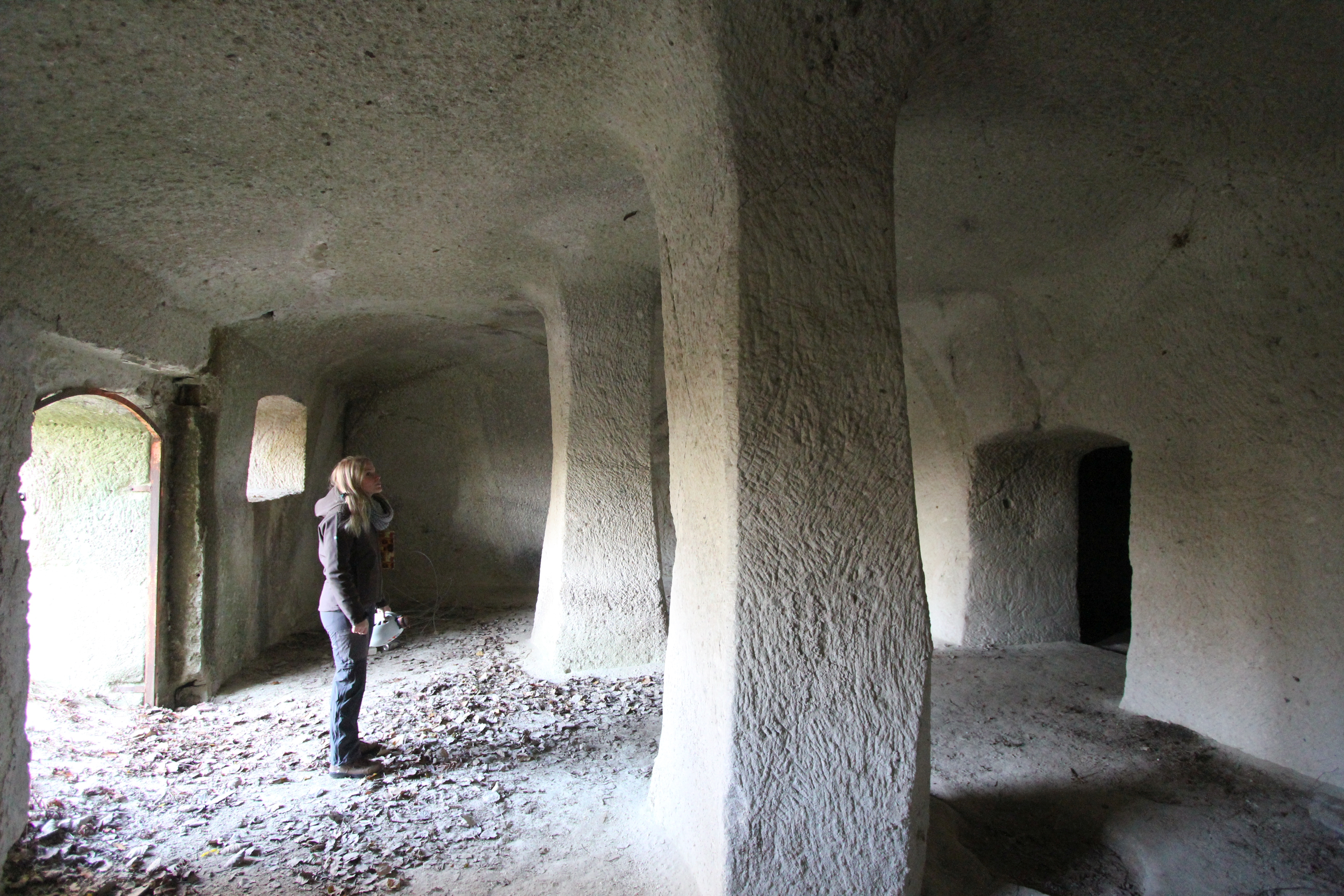
Dézsmapince az Áfrika-dűlőben

Az egri püspökség, illetve érsekség uradalmi gazdálkodásának szőlészethez-borászathoz kapcsolódó építéstörténeti emlékei a borházak és a dézsmapincék. A Bükkalja egyik legjelentősebb – épségben fennmaradt – dézsmapincéje Harsányban található. A minden bizonnyal középkori eredetű pincét Barkóczy Ferenc egri püspök idején kibővítették: 1755 és 1759 között ezer gönci hordó bor tárolására tették alkalmassá. A négyágú és hét keresztházzal kifaragott pincerendszer ágai közös előtérbe torkollnak, amelyből három kijárat nyílt. Miután borházat építettek a dézsmapince elé, két nyílást befalaztak. (A téglány alaprajzú, két ablakkal és két ajtónyílással rendelkező épület bejárati kőkeretébe vésett évszám: 1735.)
Az egri egyházi levéltárban fennmaradt dézsmajegyzékek elemzése alapján kapunk betekintést a falvak bortermelésének viszonyaiba. Az ilyen jegyzékek az adózókat szőlőhegyenként sorolja fel, megkülönböztetve a tizedet és ötödöt adó területeket. (Ahol az egyház volt a földesúr is, azokon a helyeken tized és kilenced címén ötödöt szedtek.
A harsányitól eltérő méretű és formájú, de hasonló rendeltetésű uradalmi vagy dézsmapince néhány ismert a Bükkalján. Cserépváralján a vár alatt hajdanán két különálló kazamatát egy nagy pincével egybenyitottak. A miskolci Avas néhány pincéje dézsmát tárolónak, illetve uradalmi típusúnak tekinthető. Eger környékén a Mész-hegy északi előterében az Áfrika nevű dűlőben (Szőlőcske promontórium) található egy több ággal bíró pincerendszer pillérekkel tagolt kőbe vájt borházzal. Továbbá az Andornaktálya határában található Százrejtekű és a közeli Kőhodály nevű sziklahelyiségeket tekintette uradalmi, esetleg dézsmapincéknek Bakó Ferenc.

### Bújók
A településeken kívül a szőlőhegyeken, a promontóriumokban szép számmal találhatók egyéb szőlőműveléshez kapcsolódó kőbevájt üregek, kamra-szerű helyiségek, az ún. bújók és csőszkunyhók is. A bújók kicsiny, általában egyterű, ritkábban többosztatú helyiségek, amelyek alvás, főzés célját szolgálták, illetve szerszámokat, bort, terményt tároltak bennük. A legkülönlegesebb bújó-csoportok az Eger melletti Nyerges-tetőn és a Mész-hegyen, a hajdani Szőlőskepuszta promontóriumán, valamint a Szomolya melletti Nyárjas nevű dűlőben találhatók.
A szőlőhegy valójában egy időszakosan lakott település volt, melyről antropogén struktúrák – riolittufába faragott bújók mellett épített falú házak (kunyhók), gazdasági rendeltetésű objektumok (pincék, dézsmapincék, istállók, kőhodályok) és egyéb kőstruktúrák tanúskodnak. A szőlőhegy, azaz a szőlőbirtok ugyanakkor különleges jogi helyzetet is jelentett: a szőlőhegy birtokosainak összessége, a hegyközség tagjai a jogi szabályozás (hegyi regulációk, instrukciók) révén voltak részesei a szőlőhegyi életnek. A szőlőhegyek mentesültek a feudális birtokrendszer kötöttségei alól és a korlátozottan szabad paraszti tulajdon kategóriájába tartoztak az újkor derekáig.

Kőbe vájt kunyhók, pásztorszállások Egerszalók határában (az öreg-hegyi csőszkunyhó és a Betyárbújó), a cserépi és perpáci fás legelők környezetében vagy a Tard melletti felhagyott bábaszéki szőlők szélén is felklelhetők. 

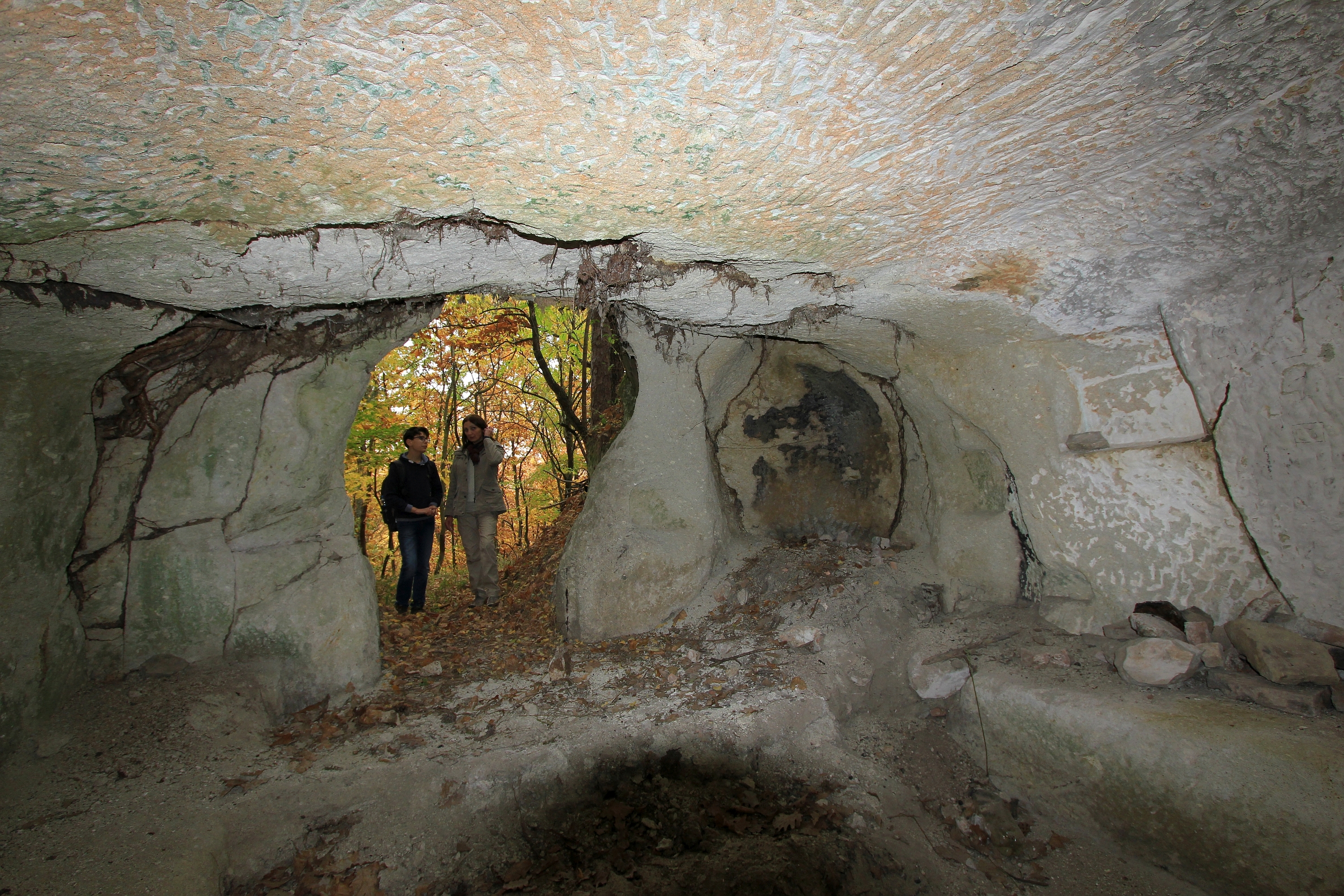
Bújó az erdőben
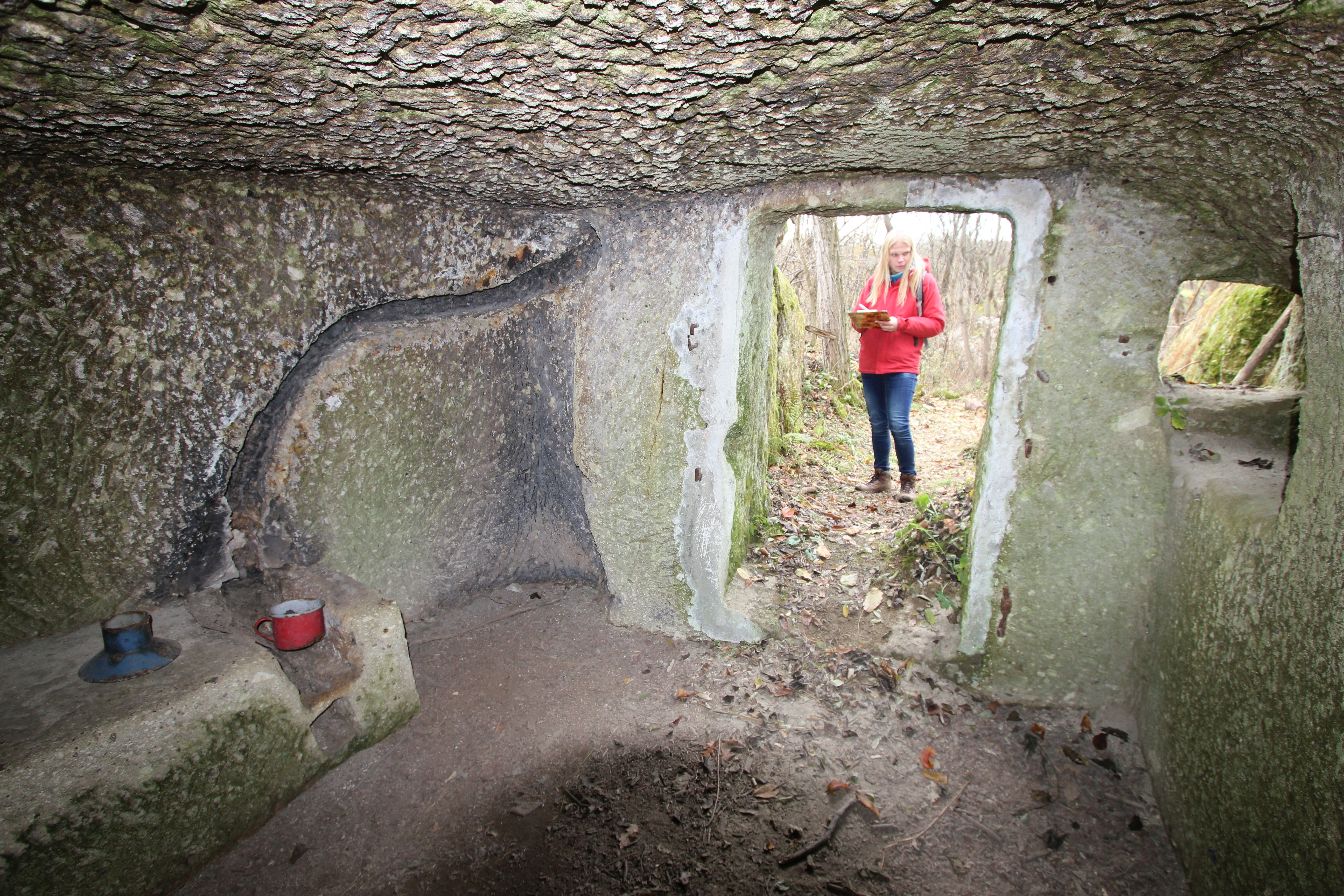
Bújó a Mész-hegyen (Eger)
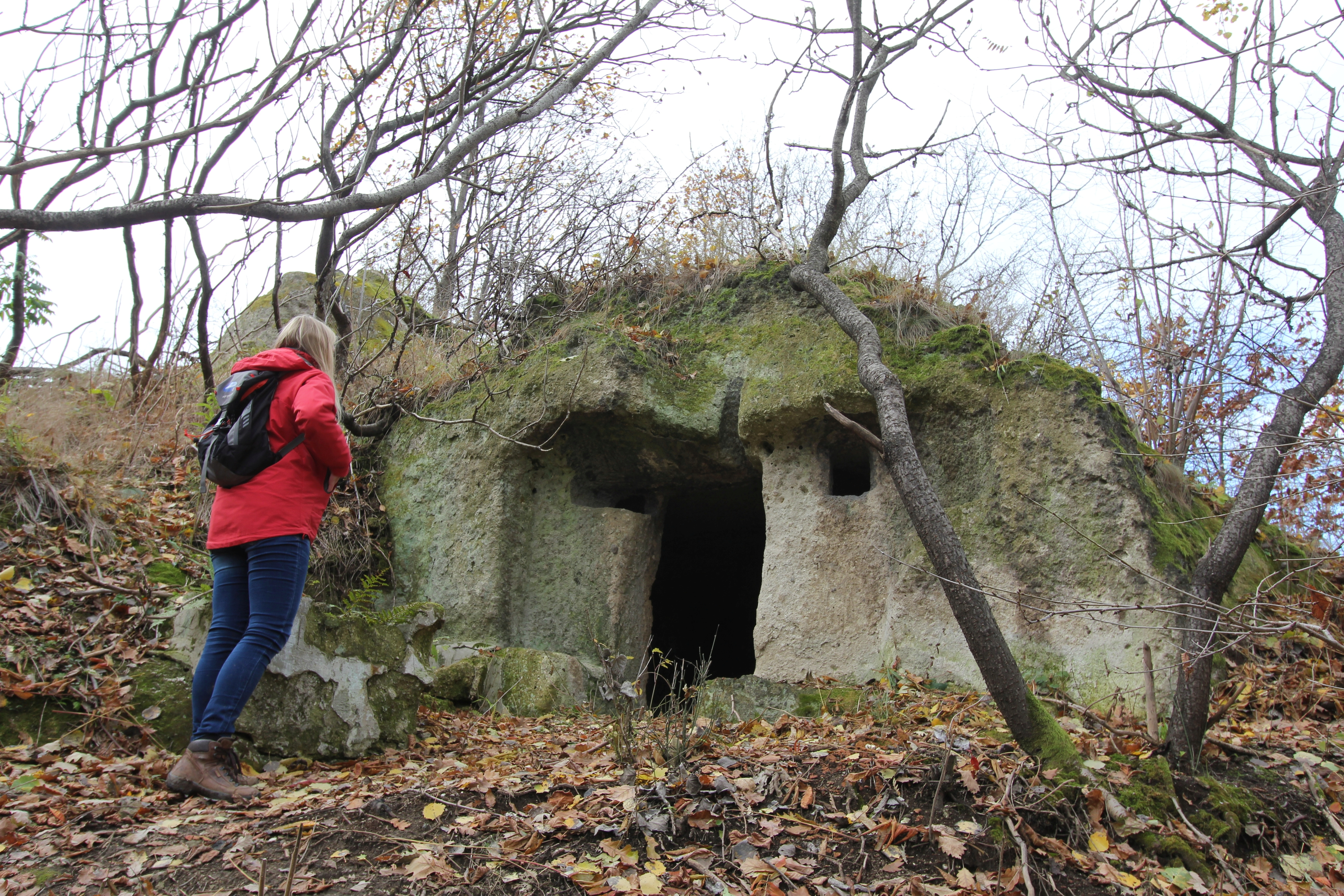
Bújó a Nyerges-tetőn
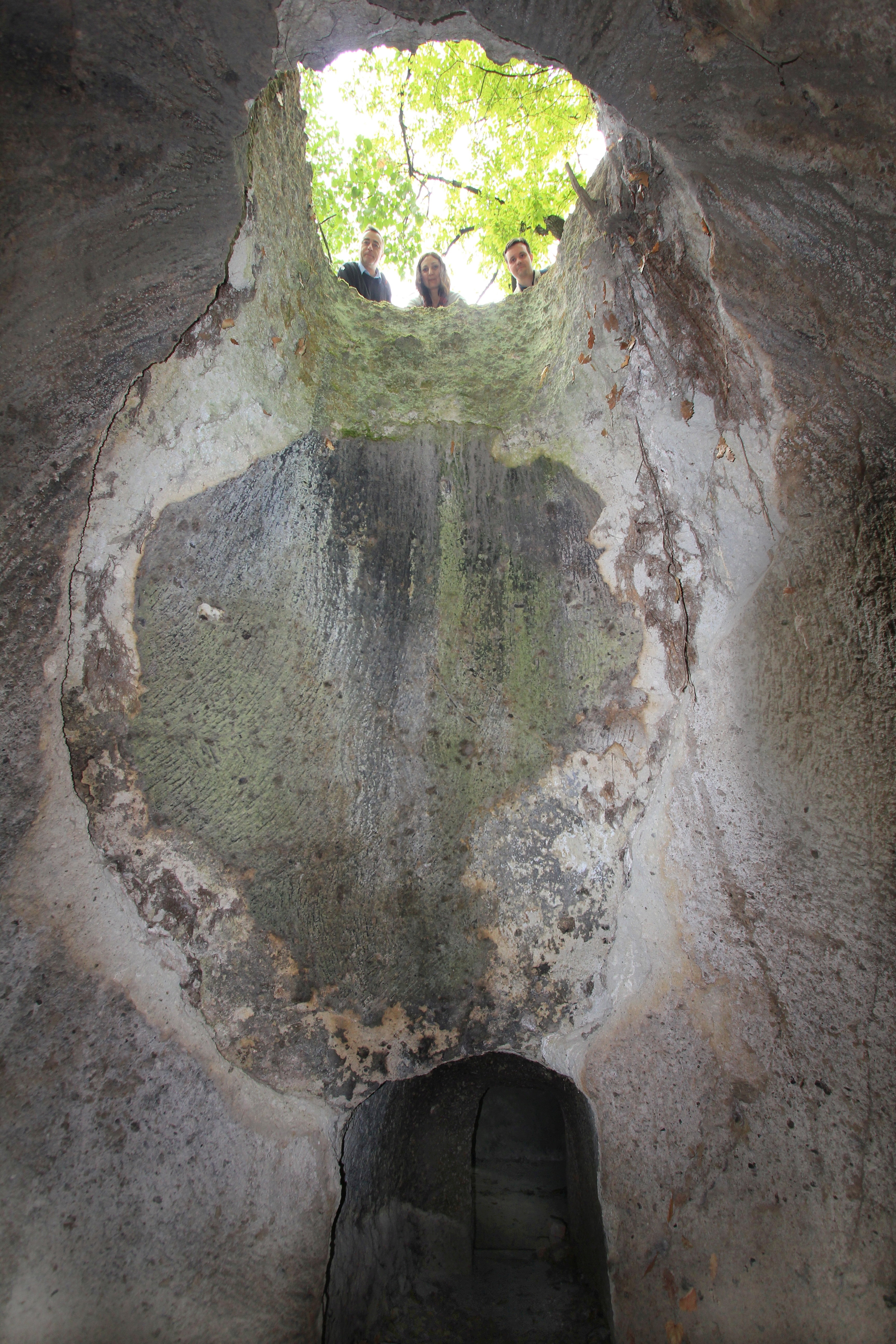
Gabonásverem

### Kőbe vájt egyéb tárolók
A települések határában a lyukpincék mellett szép számmal találhatók egyéb szőlőműveléshez kapcsolódó sziklába vájt építmények is, például kőkunyhók (bújók) és csőszkunyhók, valamint az állattartást szolgáló kőbe vájt pásztorkunyhók. De a növénytermesztéshez is kapcsolódnak vulkáni tufába vájt üregek: ilyenek a várakban, barlanglakásokban és a borospincékben lévő gabonásvermek.
A földbe mélyített veremben történő gabonaraktározás módja igen elterjedt volt a történelmi Magyarországon, amiről a földrajzi nevek is tanúskodnak: Vermes dűlő, Verem-domb, Verem-part, Vermek, Vermes stb.). Itt a Bükkalján a tufába faragott vermeket leggyakrabban a borospincék elé épített borházak járófelületébe mélyítettek, de előfordulnak pinceágban és barlanglakásban is (Bogács, Sály, Tibolddaróc). A gabonásvermek egy másik csoportja várakban található (a Bükkalján ilyen az egri, a cserépváraljai és a siroki vár, Abaújban a boldogkőváraljai, Zemplénben a sárospataki vár). A cserépváraljai Vár-hegy délnyugati oldalában 12 db kőzetbe faragott gabonásverem található egy sorban. Valamennyi körte formájú, a felső nyílásuk négyzet alakú, mélységük 4,5–9,5 méter közt, átmérőjük 3,0–6,5 m között váltakozik. Egy 1568-ban kelt várleltár említi a vermeket, amely szerint azokba a tardi birtokról származó árpát töltöttek.

### Kőistállók, kőhodályok
A hajdani legeltető állattartáshoz, pásztorkodáshoz kapcsolódóan számos kőbe vájt pásztorkunyhó, illetve nagy terű, néha többosztatú kőhodály, kőistálló található a Bükkalján. Ilyenek a szomolyai uradalmi birkahodály, valamint az egerszalóki és a király-réti (Eger) kőistállók. A kácsi Kecskekő-tanya riolittufába faragott gazdasági és lakóhelyiségei között hodályt és ólat egyaránt találunk.
A demjéni Hegyeskő-tető déli oldalában tufába vájt gazdasági épület szintén állattartás céljára szolgált. A középpontban csúcsosodó boltívek egy 15 m hosszú és 11 m széles, pillérekkel tagolt helyiséget fednek. Egy kisebb helyiség és egy csőszkunyhó csatlakozik a kőistállóhoz.
A tibolddaróci kőhodályban („Kácsi kőhodály”) az 1800-évek végén Zichy gróf 1000 darab juhot tartott. A 24 m hosszú és 4 m széles sziklahelyiség belmagassága 2,2 m. Középen négy (1,4 x 1,4 m alapterületű) pillér osztja két hajóra. A bejárat két oldalán 2-2 ablak nyílik. A hodály mellett egy 250 m2 alapterületű, T-alaprajzú, terem található kőoszlopokkal. A hodályhoz tartozó két barlanglakásban laktak a juhászok és a bácsó.

Az Andornaktálya határában lévő Kőhodályt a földbirtokos Mocsáryak alakíttatták ki a 20. század elején egy régebben menedékhelyként vagy dézsmapiceként használt sziklahelyiségből, benne birkákat tartottak.

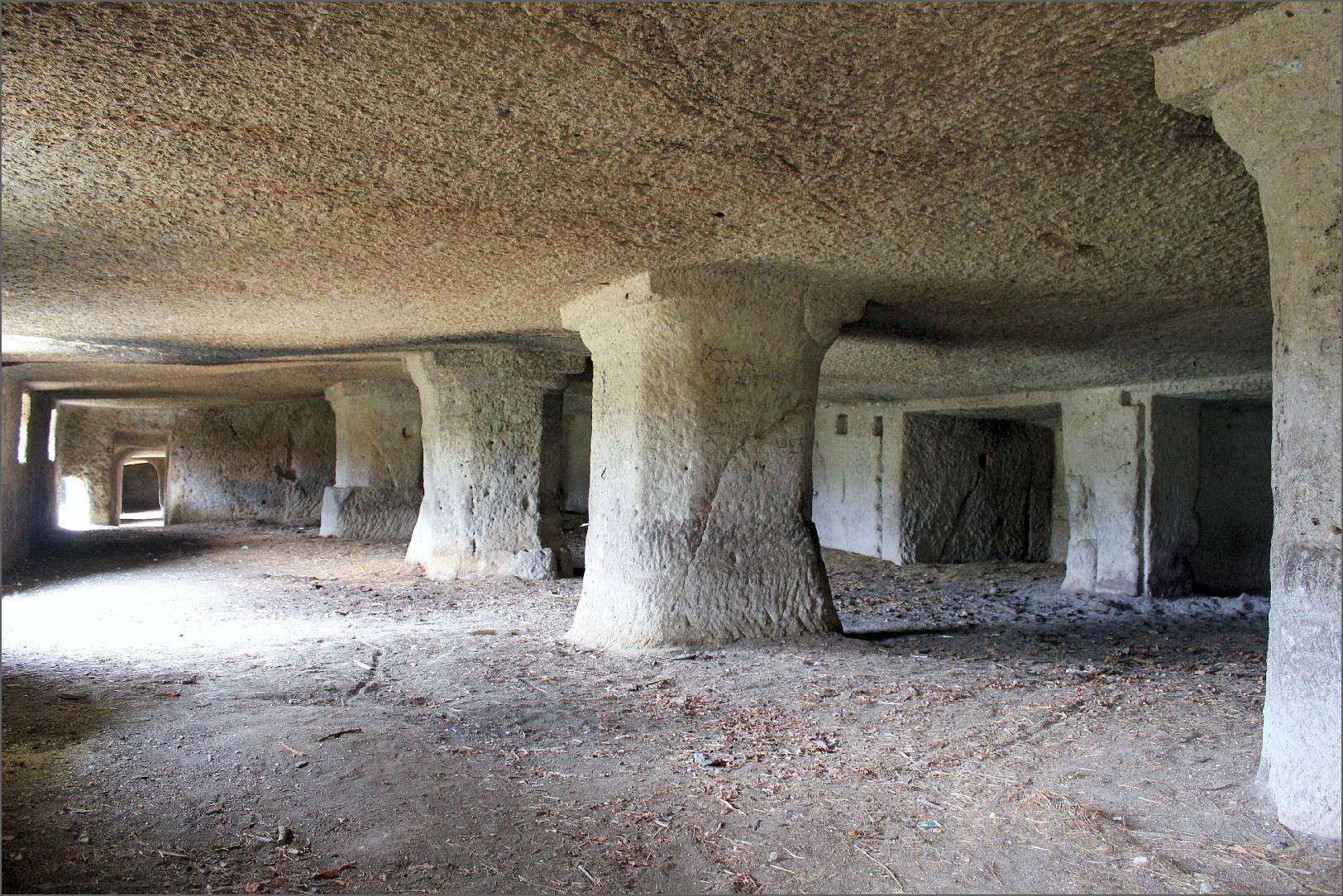
Kácsi Kőhodály
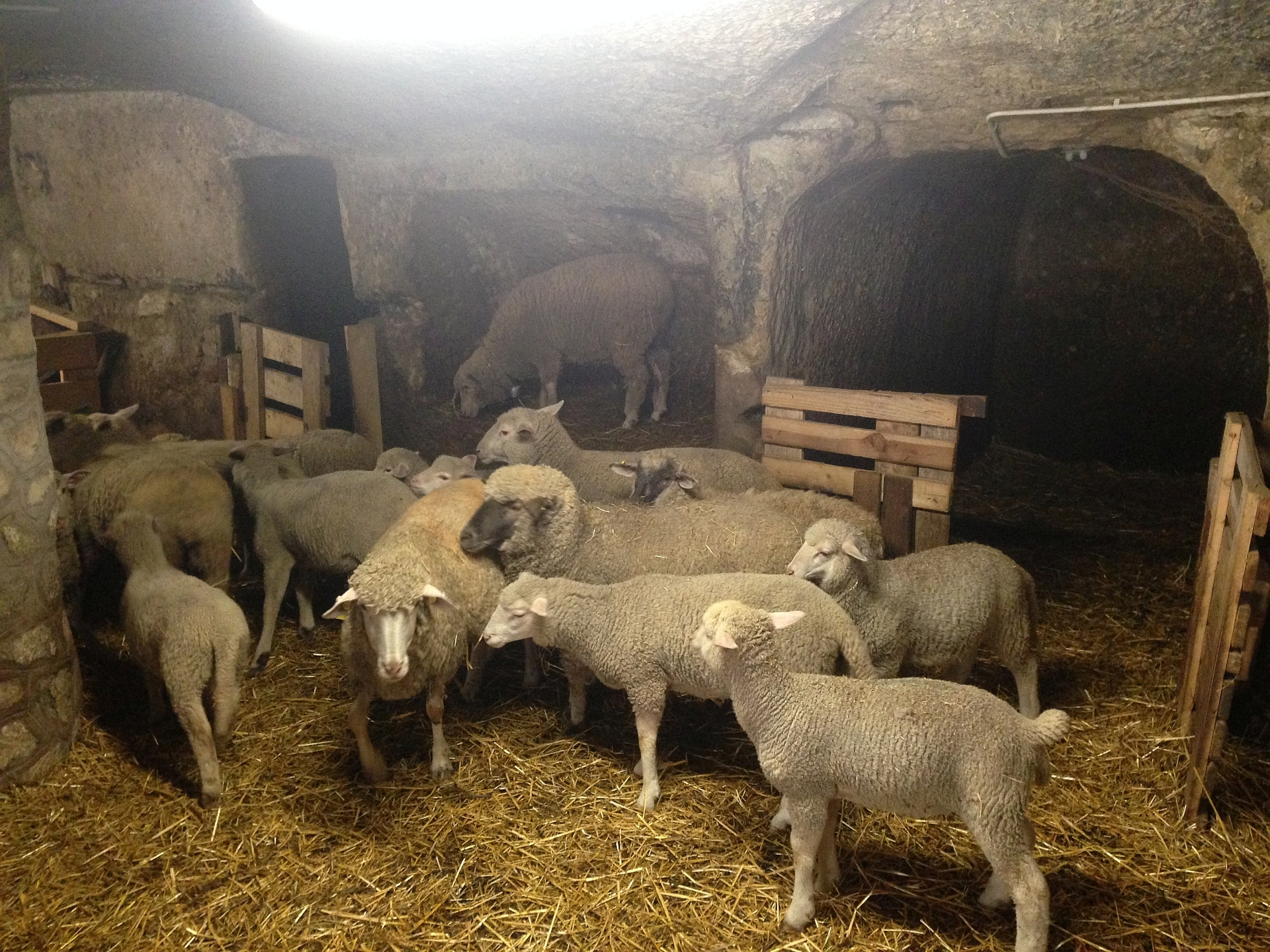
Kácsi Kecskekő-tanya
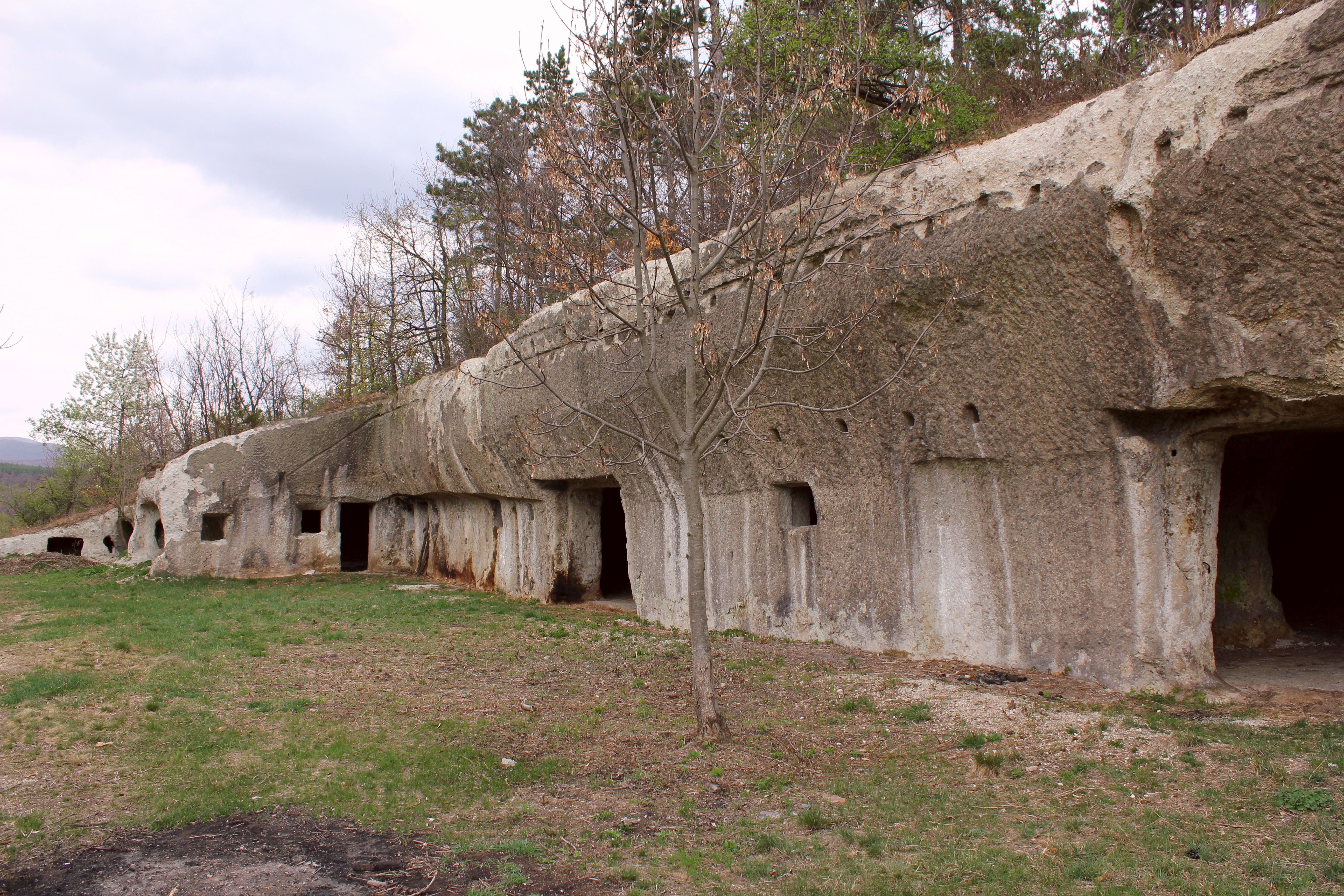
A Kácsi-kőhodály Tibolddaróc határában
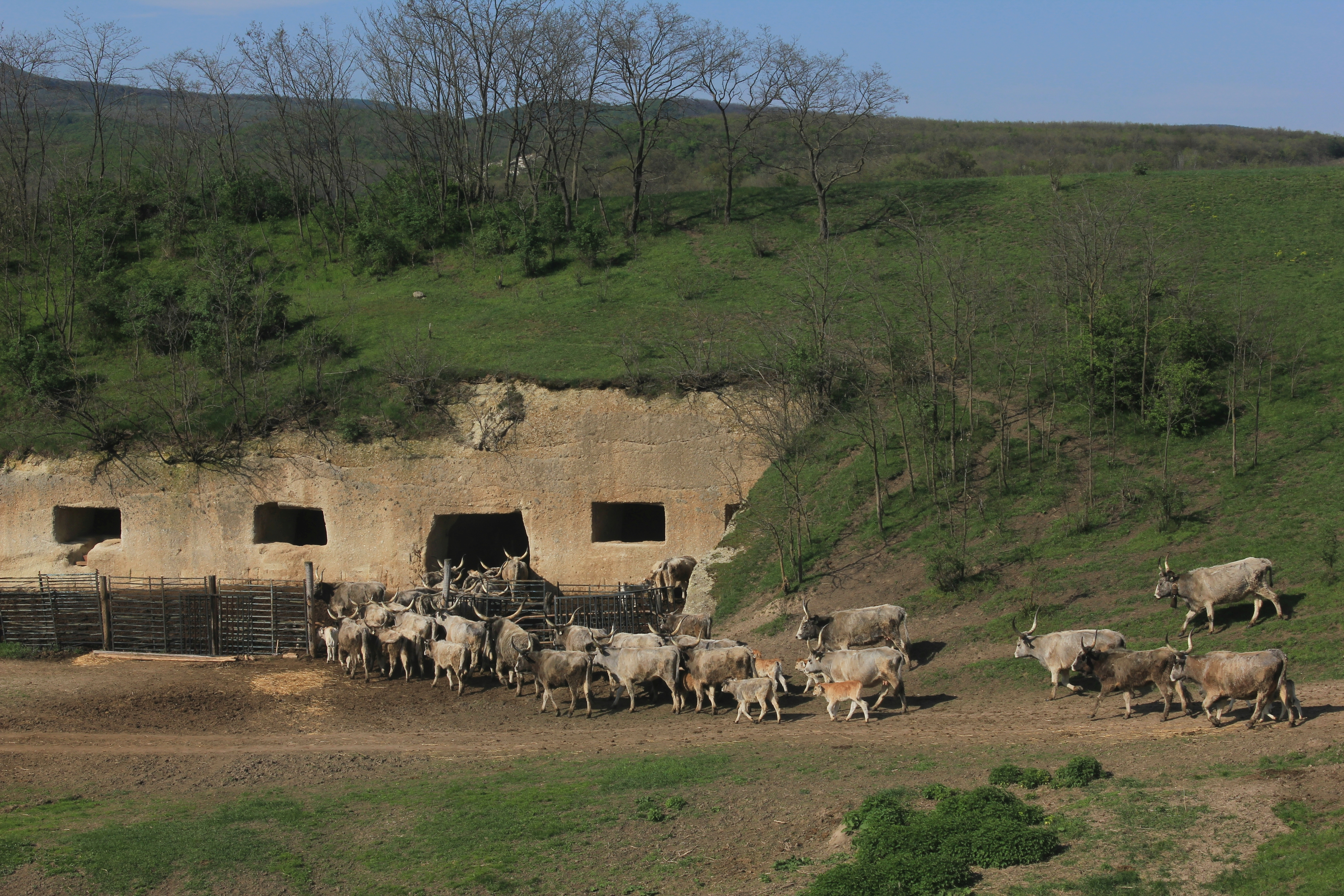
Király-kúti kőistálló
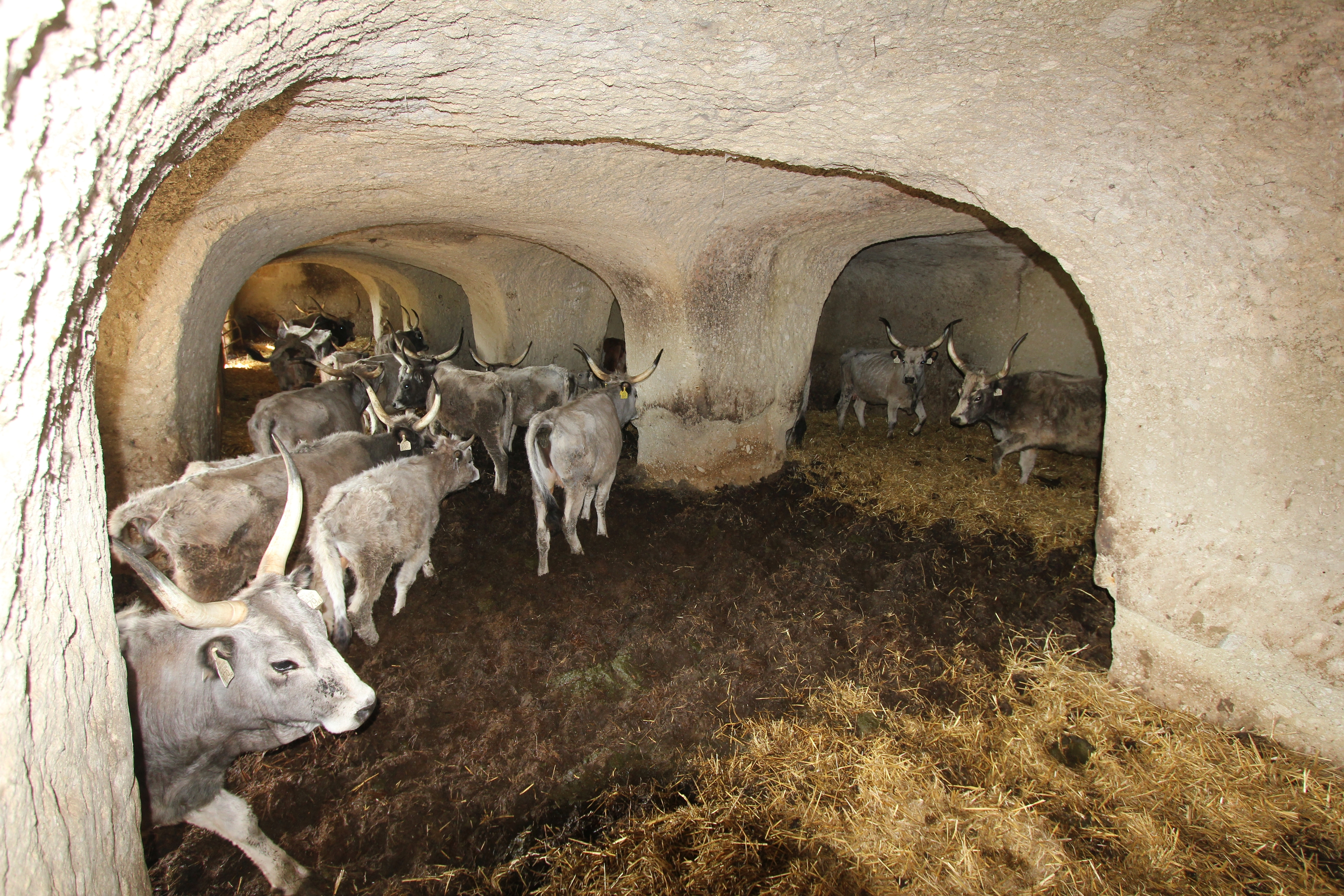
Király-kúti kőistálló belseje

### Kőzetbe faragott menedékhelyek

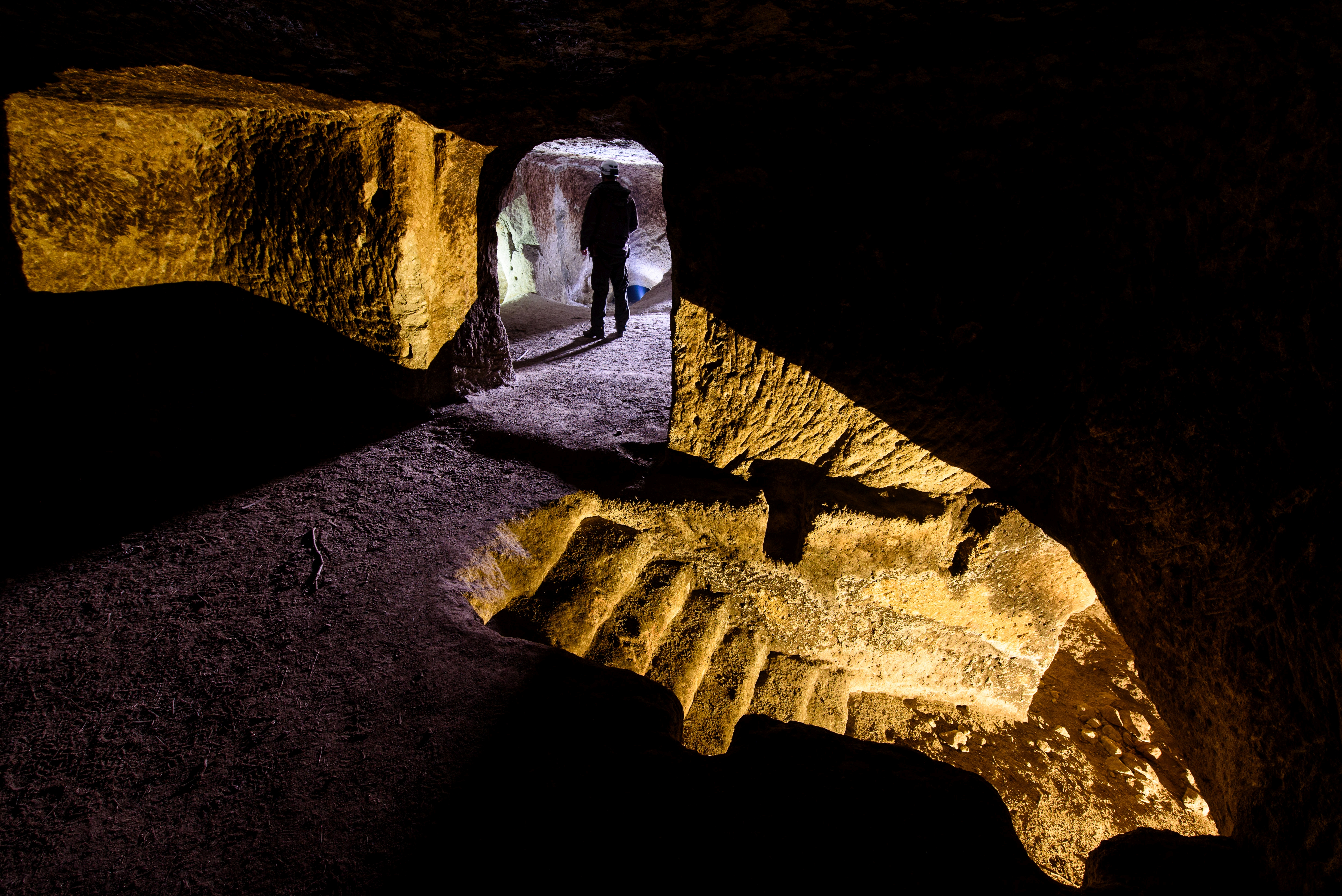
Százrejtekű Andornaktálya határában

A bükkaljai kőkultúra kétségkívül legkülönlegesebb kőzetbe faragott-vésett helyiségei a Andornaktálya határában lévő Százrejtekű és a Kőhodály. Bakó Ferenc ezeket olyan egykor más funkcióik is lehettek.

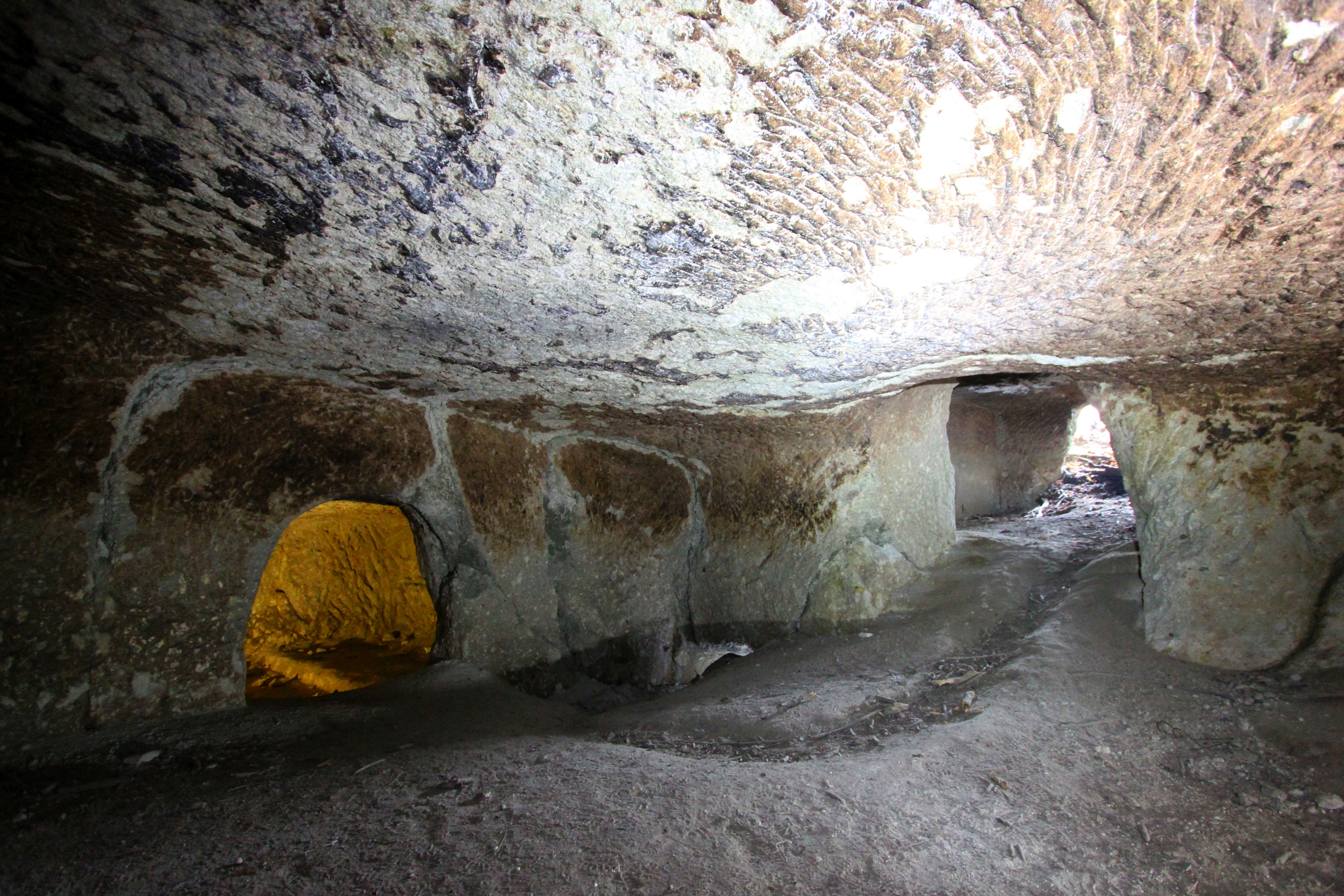
Százrejtekű Andornaktálya határában

A Százrejtekű esetében felvetette annak középkori eredetét, mivel a néphagyomány szerint „még a törökök idejében vágták”. Ezt a feltevést támogatja, hogy a pincerendszer közvetlen közelében, a Kétágú-dűlőben terepbejárás során Árpád-kori és kora-újkori régészeti leletek kerültek elő, melyek itt egy középkori települést valószínűsítenek (Andornak, Ugra középkori előzményét).

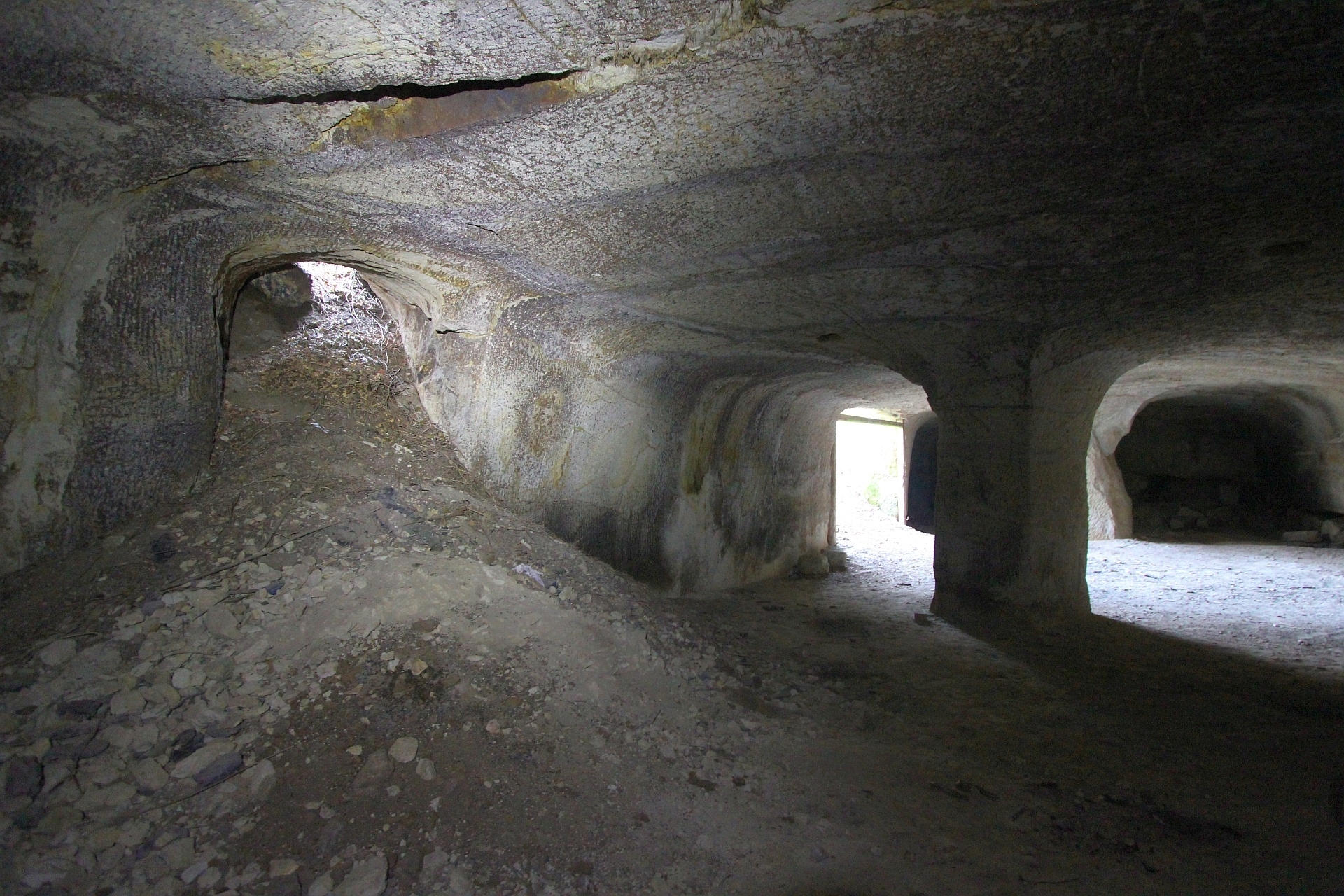
Kőhodály nevű menedék Andornaktálya határában

A Százrejtekű alaprajza és tipológiai jellemzői is középkori eredetet, valamint a bortárolástól eltérő rendeltetést sejtetnek. A „borházából” (a bejárati teremből) jobbra és balra egy-egy mélyebben fekvő, kisebb helyiség nyílik. A felszakadt bejárattal szemben lévő falon egy nagyobb méretű ajtónyílás mögött három, egymásba nyíló helyiség található. Ezekből további ágak, termek nyílnak. A középsőhöz és a borház jobboldali helyiségéhez egy-egy mélyebb szinten lévő kamraszerű cella csatlakozik lépcsőzött lejárattal. A Százrejtekű eredendően az ún. „szaladó világban” (tatárdúlás, török hódoltság ideje) mintegy menedékhelyül szolgálhatott az Eger-patak menti falvak (Andornak, Ugrafalva) lakóinak. 
A Kőhodályt is bemutatja Bakó Ferenc tanulmányában: a szálkőzetből kifaragott két pillérrel tagolt „borházból” több helyiség nyílik, melyeket azonban elfalaztak. A Kőhodályt egy régebbi (minden bizonnyal szintén középkorban készült) sziklahelyiségből valamelyik földbirtokos Mocsáry alakíttatta ki, ágait elfalaztatta, mivel birkákat tartottak benne.
A Bükkalján, a siroki Várhegytől a miskolci Avasig számos helyen valószínűsíthető hasonló rendeltetésű, archaikus sziklahelyiség meglétét.

### Egyházi jellegű, szakrális szerepű sziklahelyiségek
Az egri Szépasszony-völgyben megbújó „Istenes pince” tágas borháza a hagyomány szerint még a török hódoltság kora előtt készült, amelyet a 16. században egyházi célokra használtak. 1534-ben a protestáns hitű Perényi Péter foglalta el az egri várat és az egri püspök birtokait, s miután megtiltotta a katolikusoknak a templomok használatát, ezért az Eger környéki pincékben, bújókban (mint a Nyerges-tető kaptárköve alatti sziklakápolna) titokban tartották meg a miséket. Ennek emlékét őrzi a borház faragott oltára.

Az egyházi jellegű sziklahelyiségek közül említésre méltó a Demjén melletti Pince-völgyben, illetve a Kács határában lévő Remete-barlang és a többi sziklaodú – valamint távolabbi tájon, a Tarna völgyében található istenmezejei sziklakápolna szentélye (Noé szőlője). A sályi Léleklyuk-barlang (kétágú pince) hatalmas, felszínre nyíló kútszerű üregével, vésett írásjeleivel talán még a kereszténység felvétele előtti, ún. pogány idők emléke. Sajátos közösségi építmény a siroki vár dácittufába faragott terem-együttese, amelynek szintén lehetett – még a vár építését megelőző időkben – szakrális szerepe. 

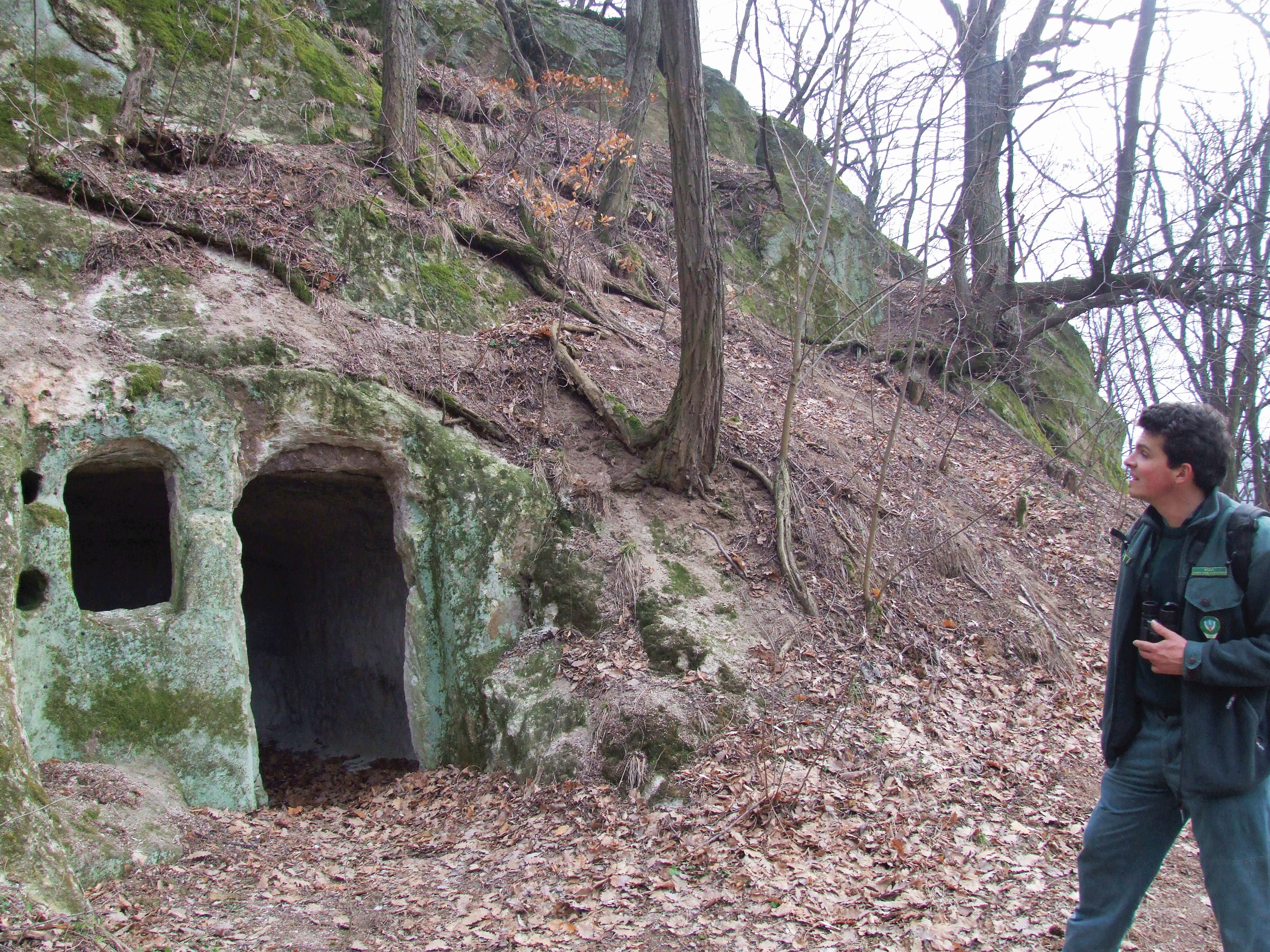
Kácsi remetelak
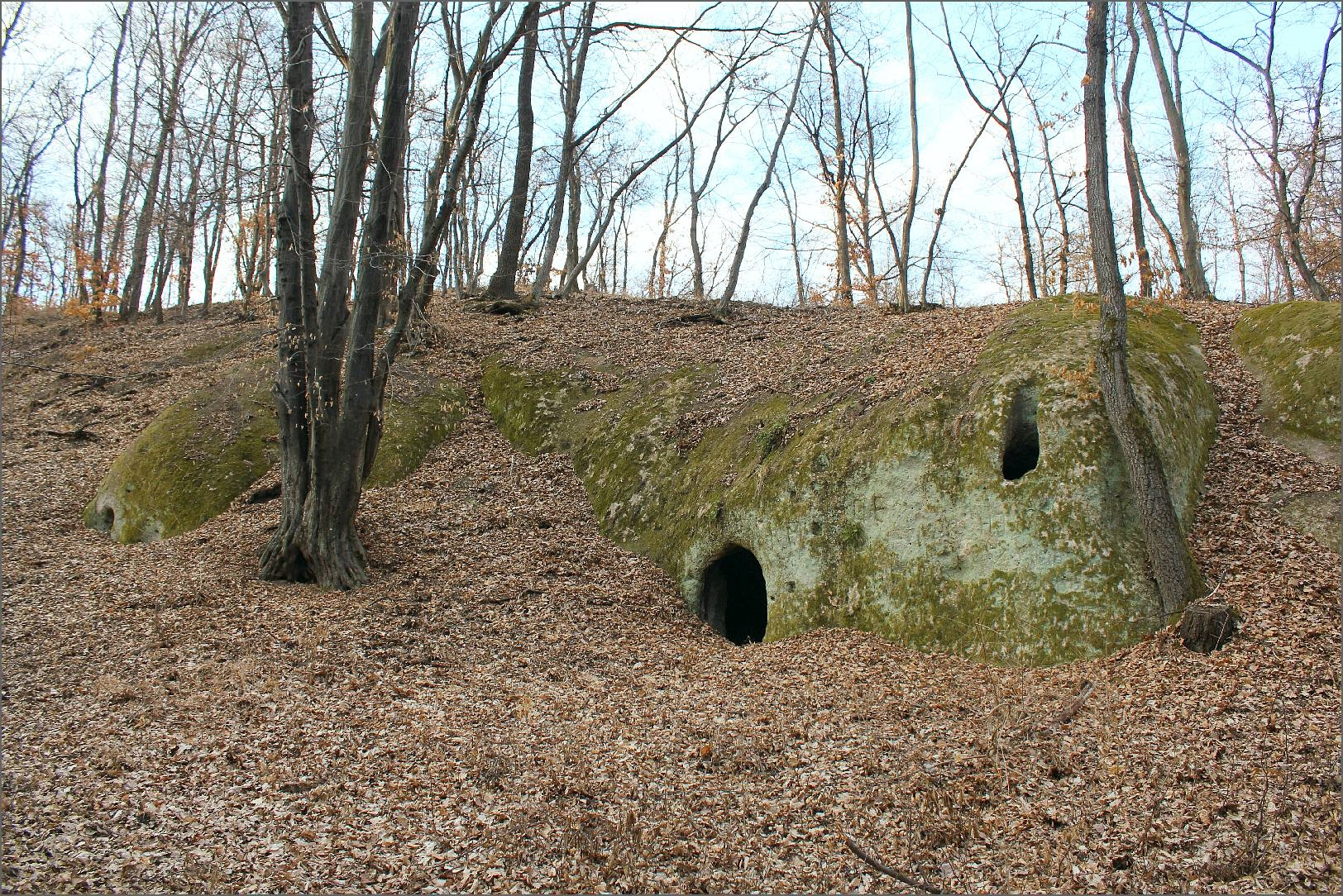
Demjén, Remete-völgy
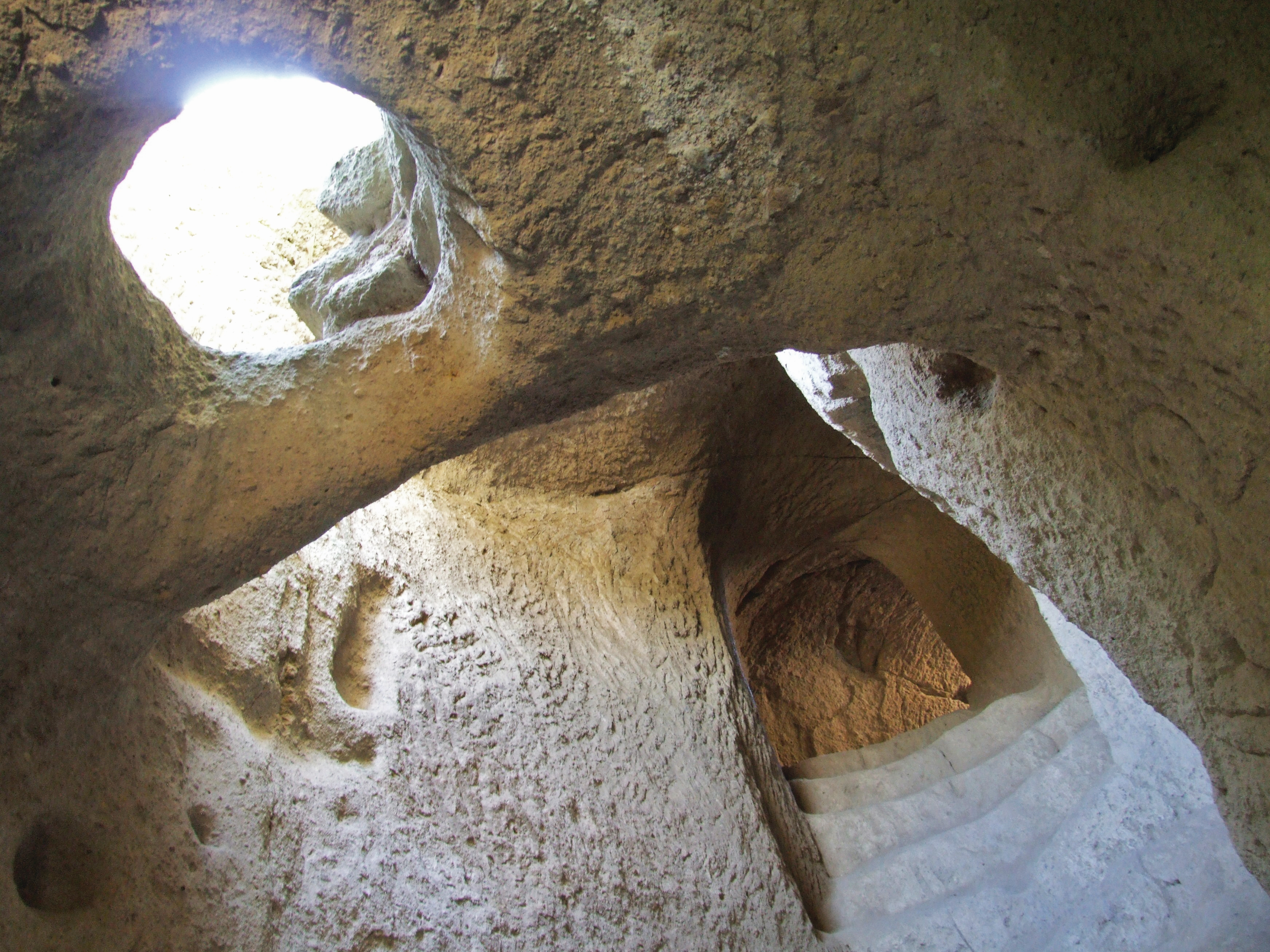
Siroki vár
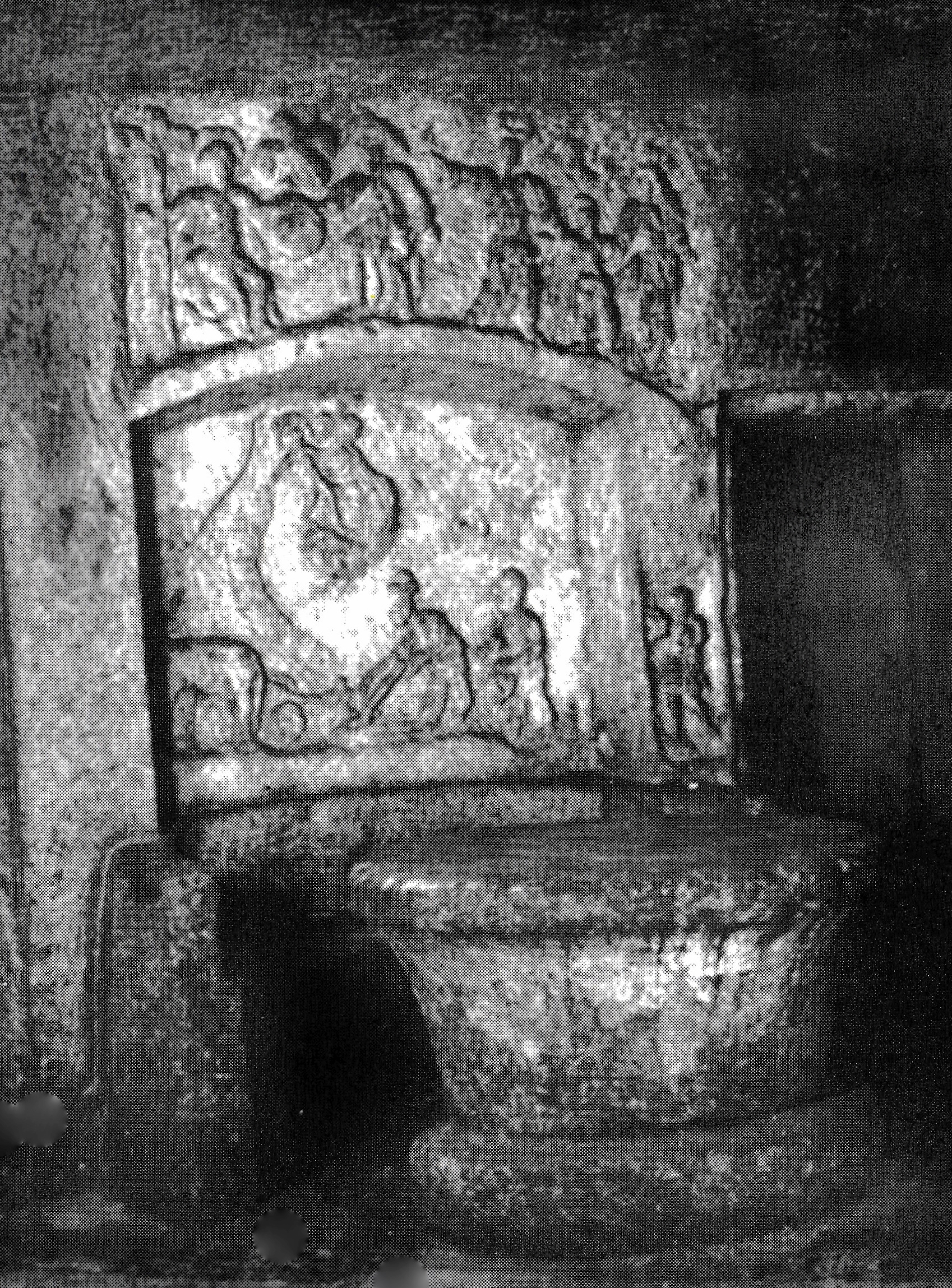
Istenes pince
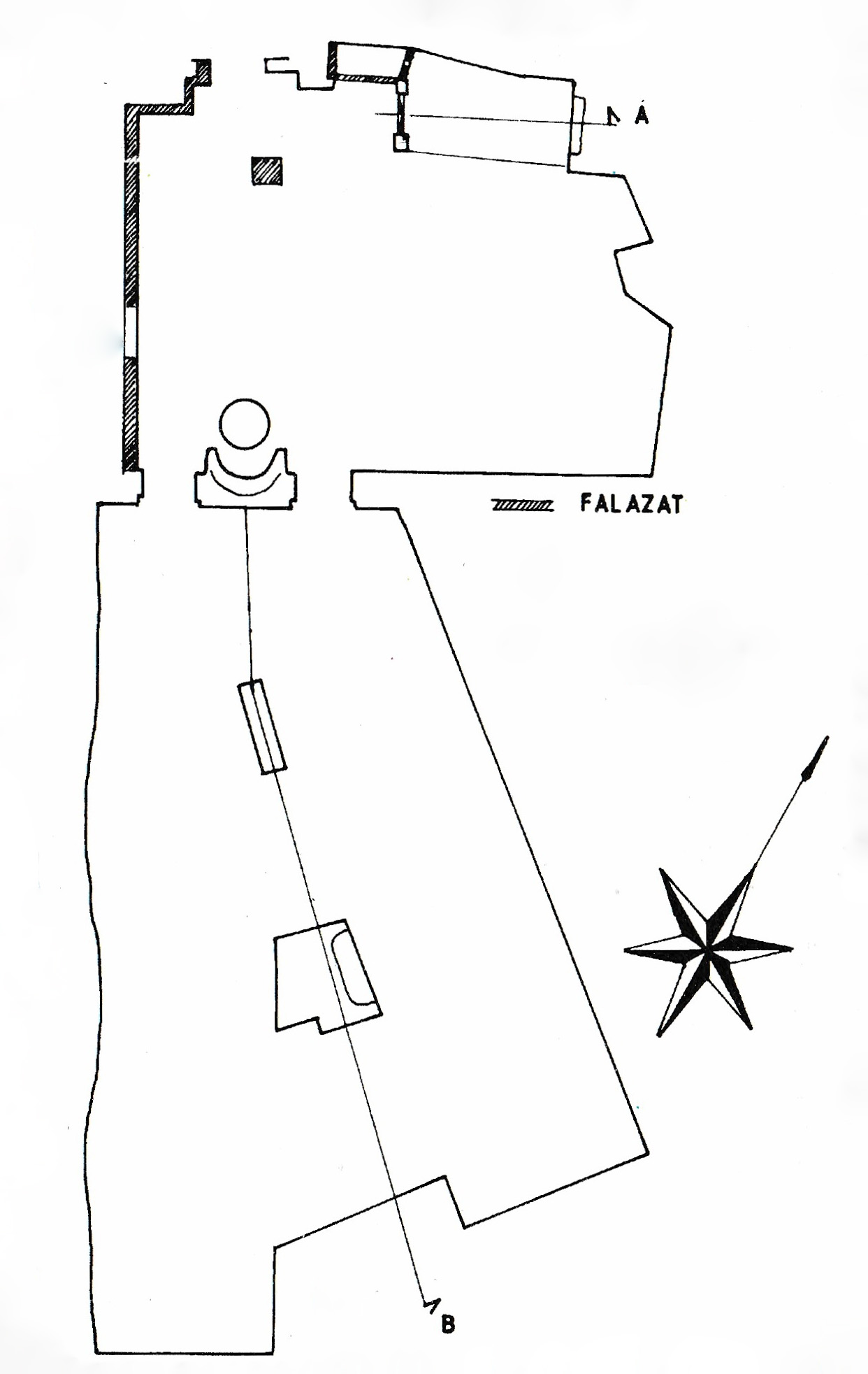
Istenes pince alaprajza
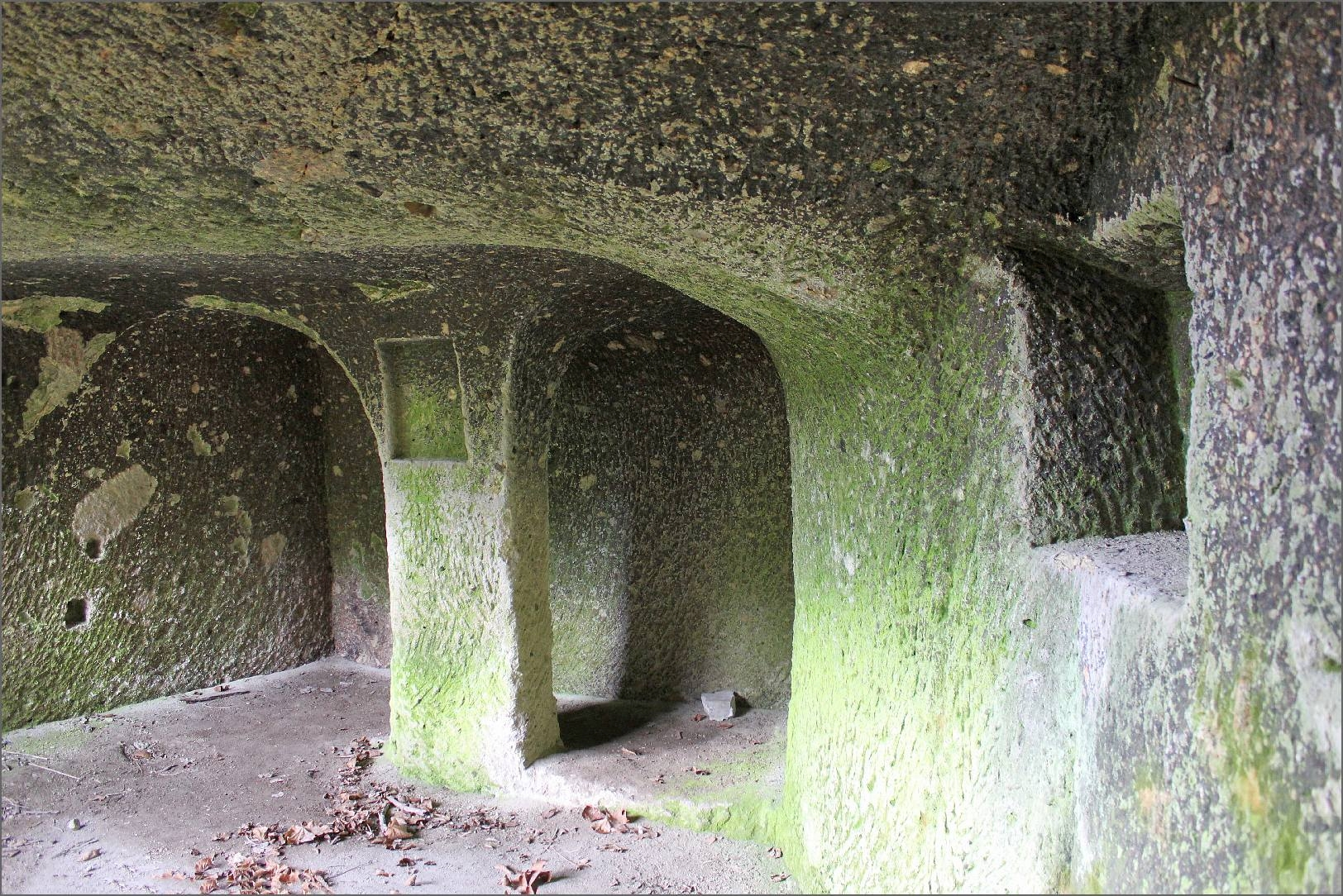
Az egri Nyergesen lévő sziklahelyiség
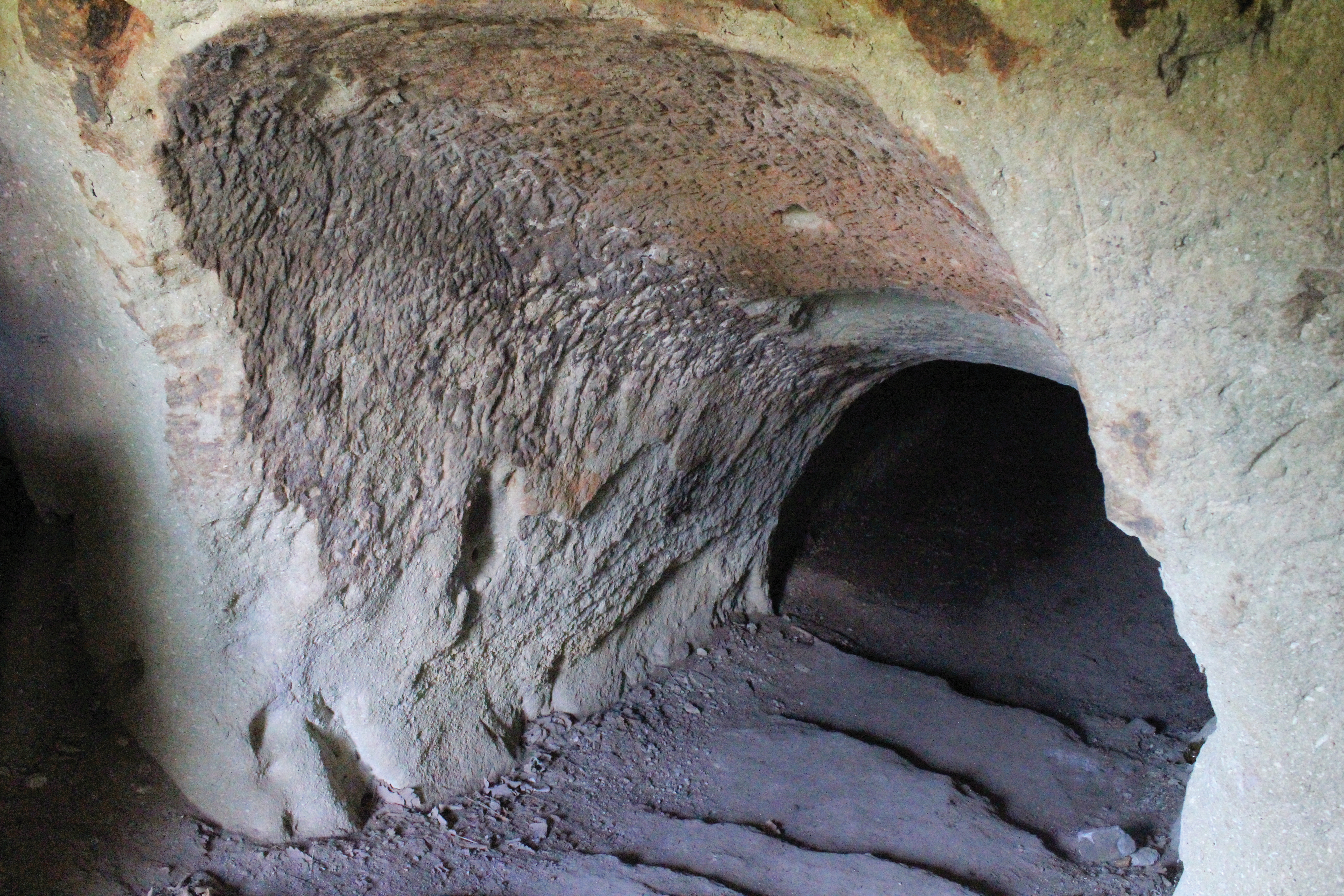
Léleklyuk
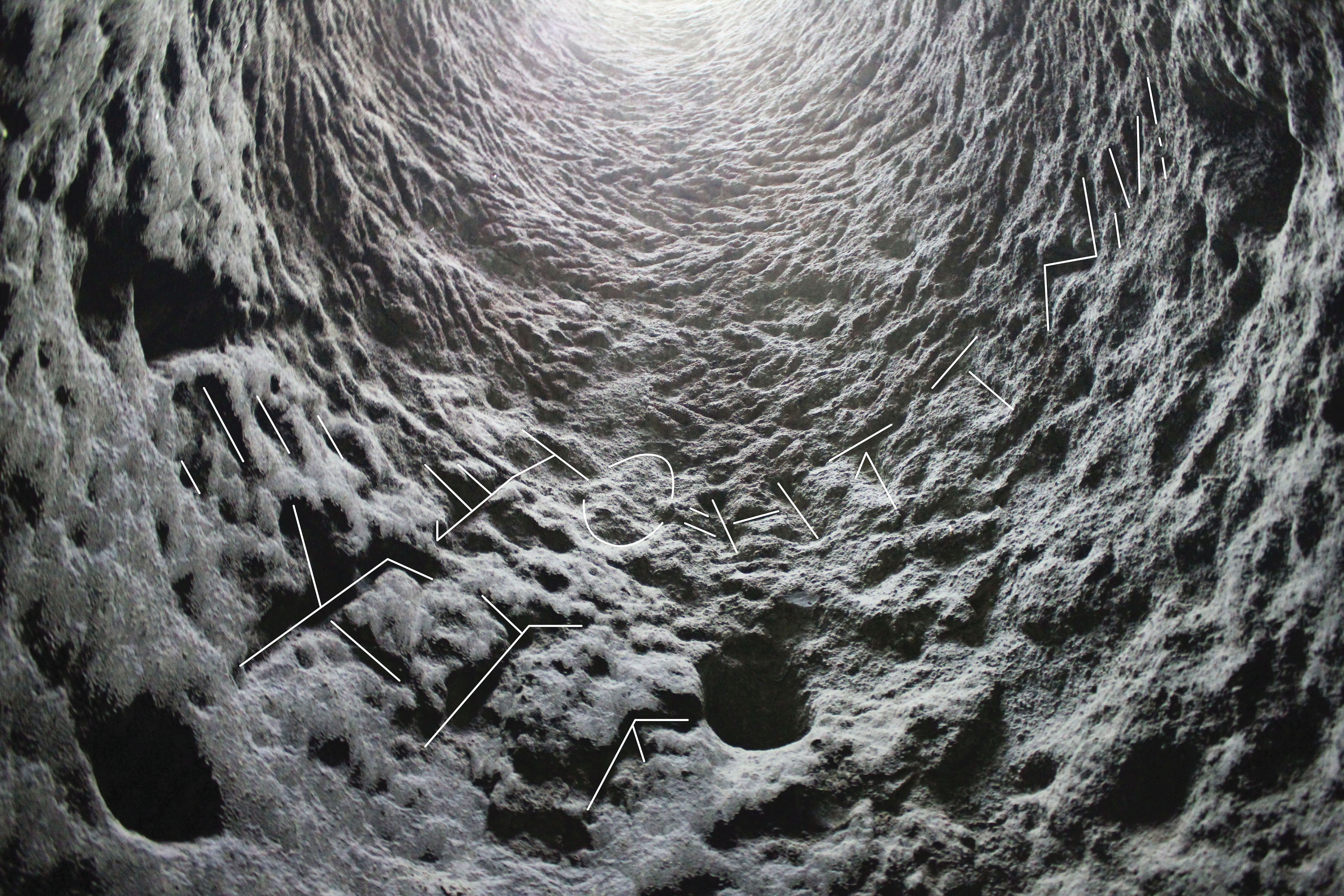
Léleklyuk feliratai
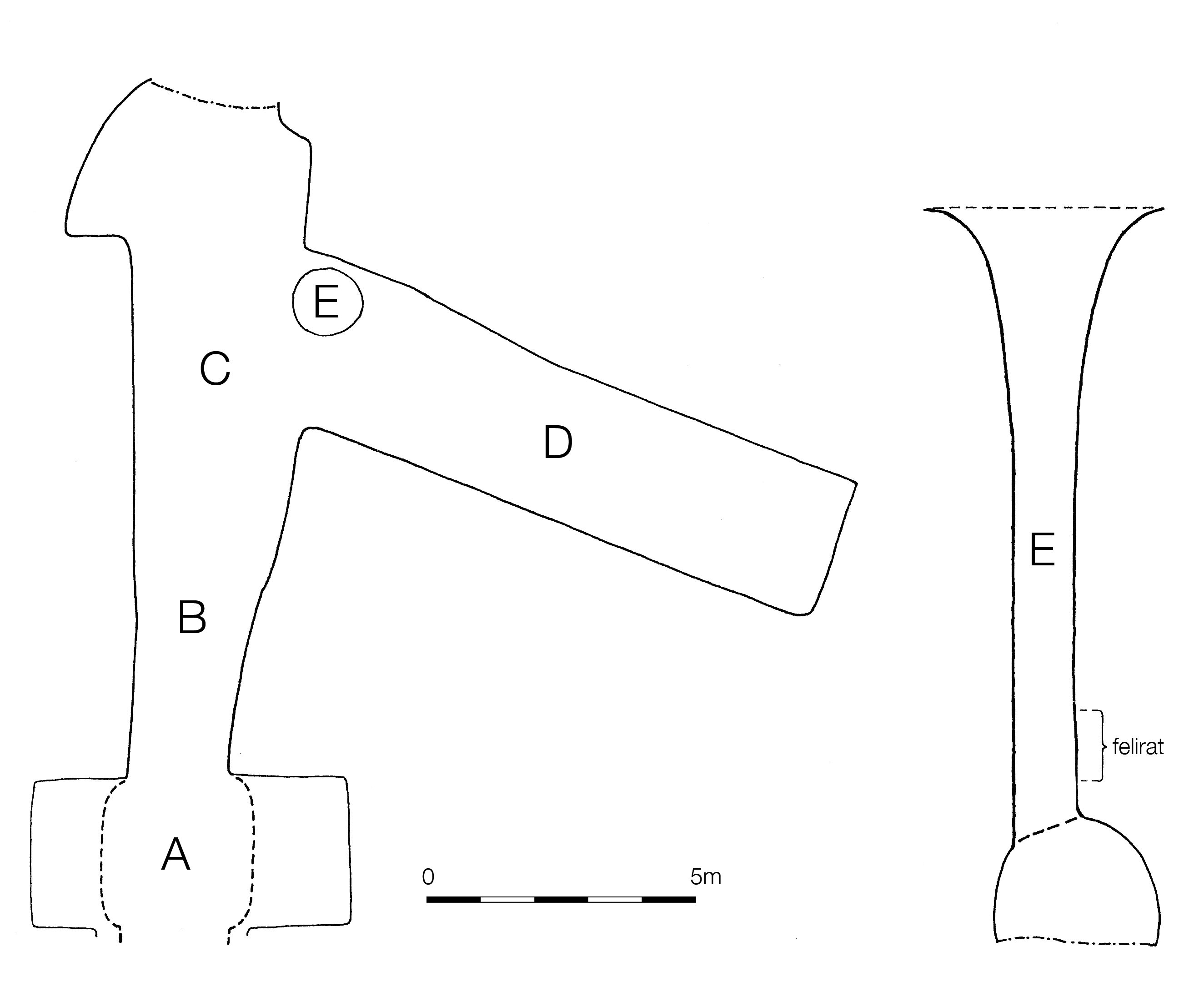
Léleklyuk alaprajza